# 日産・セドリックセダン
日産・セドリック/グロリアセダンは、日産自動車が製造していたセダン型の乗用車であるセドリックとグロリアのうち、ドアに窓枠がついたタイプのモデルである。
日産・セドリックと、プリンス自動車に由来するグロリアは、登場当初からいずれも窓枠のある4ドアセダンが販売の主力であった。その他、ワゴンやライトバンなどの派生車種も存在した。
日産自動車とプリンス自動車の合併後、1971年2月に登場した230型から、セドリックとグロリアはバッジエンジニアリングによる姉妹車となった。この230型セドリック/230型グロリアから、セダンのボディ形式が4ドアセダン、サッシュレスでBピラーを持たない4ドアピラーレスハードトップ（以下「4ドアHT」）、2ドアピラーレスハードトップ（以下「2ドアHT」）の3種類に増えた。その後、2ドアHTは330型をもって設定されなくなり、430型以降は4ドアセダンと4ドアHT、ワゴン/バンの3種類となった。カタログ上は、窓枠を持つ4ドアを「セダン」、サッシュレスの4ドア/2ドアを「ハードトップ」と表記するようになった。
日産では4ドアセダンを主に法人向け、4ドアHTを一般向けとしてマーケティングを行った。後に、ライバルのトヨタ自動車もクラウンで同様のマーケティングを行うようになる。セドリック/グロリアセダンは法人向けとして、社用車、公用車、パトカー、タクシー、ハイヤー、教習車などに多く使用された。セドリック/グロリアセダンは、自家用と営業車（タクシー仕様）の二つに大きく分かれる。本項では自家用モデルを中心に解説する。営業車は「日産・セドリック営業車」の項目を参照。
「セドリック/グロリアセダン」が正式な車名として使用されるようになったのは、ハードトップがY32系に移行した1991年6月からである。
日産自動車がルノーの傘下に入った1999年8月に、グロリアセダンはセドリックセダンに吸収される形で消滅し、2002年8月には自家用のセドリックセダンも生産終了した。その後は営業車のみとなり、2014年12月まで生産が継続された。

## 歴史

### 初代 セドリック 30型系（1960年 - 1965年）

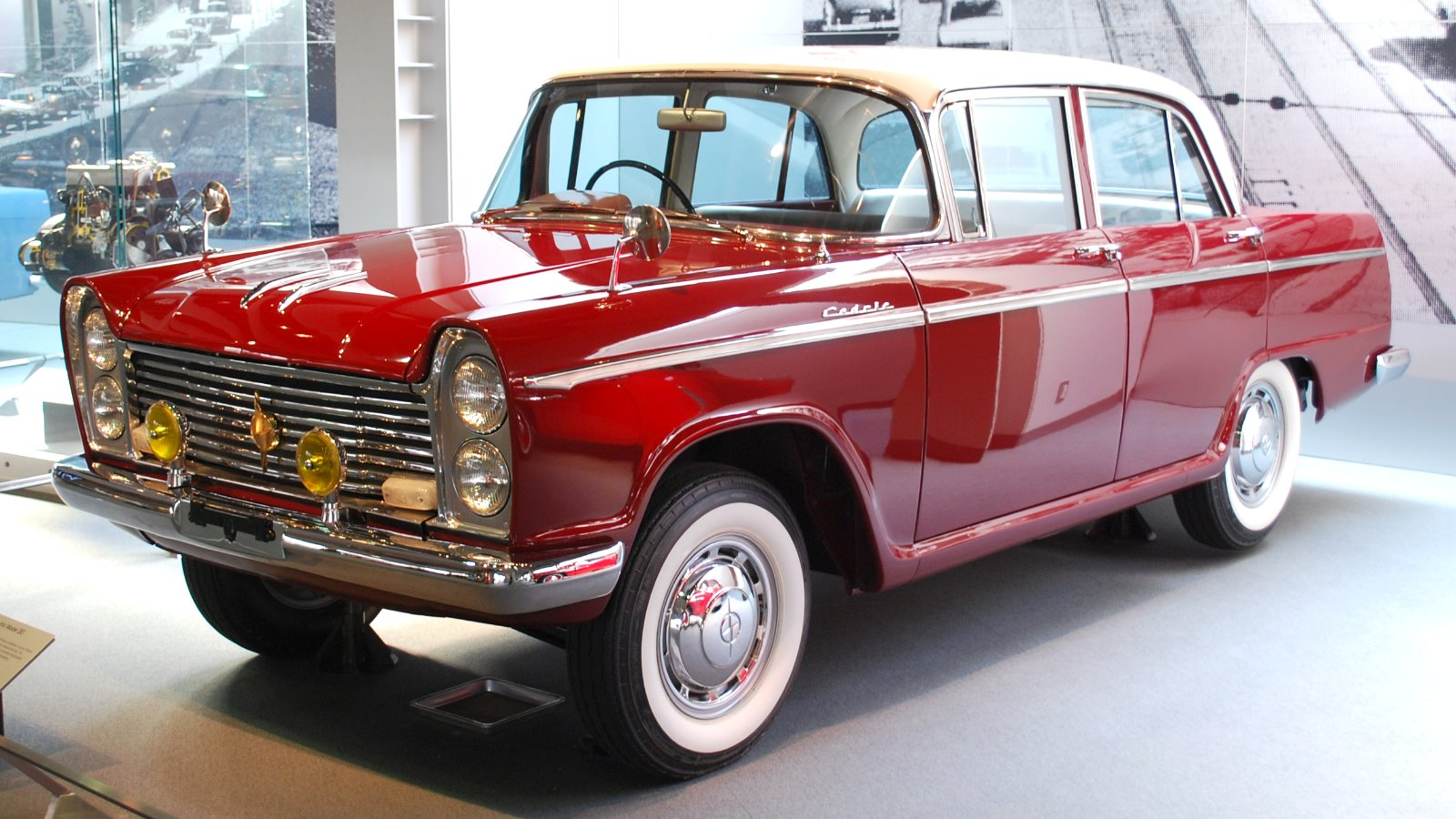
30型 日産セドリック 前期型

- 1960年4月12日 - 発売。1500ccのみ。
- 1960年11月 - 1900ccのカスタムが登場する。
- 1962年10月4日 - マイナーチェンジ。縦一列のヘッドライトが横一列のヘッドライトに変更された。H31型となる。

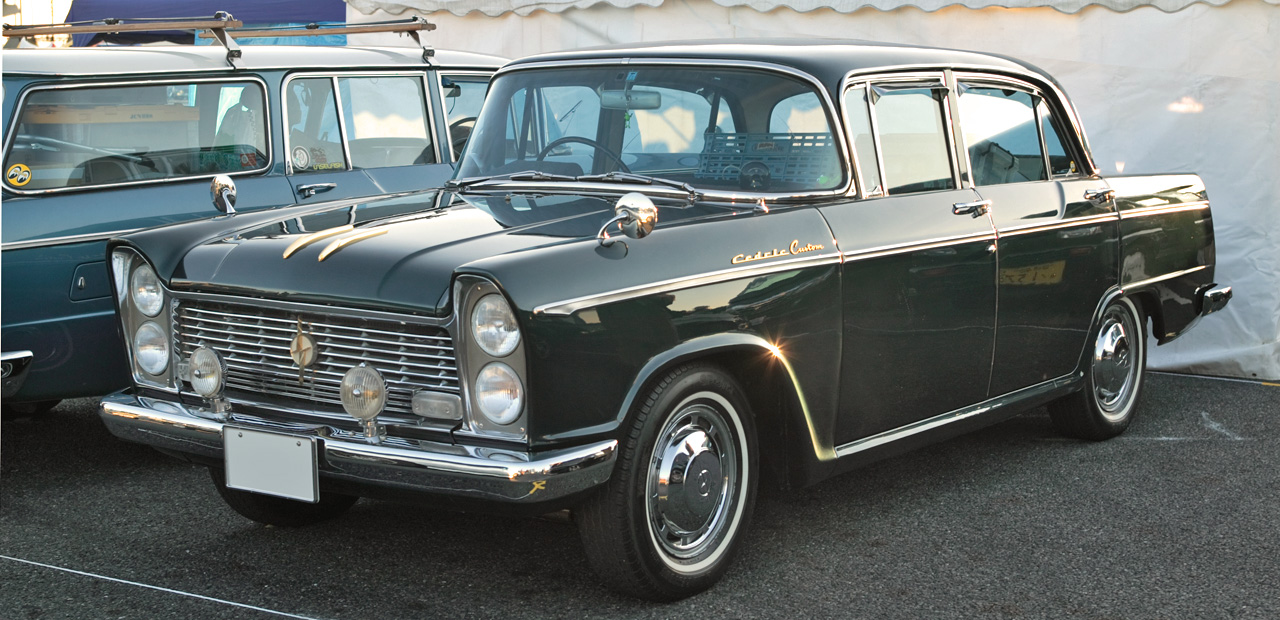
30型 日産セドリック 1900デラックス 前期型
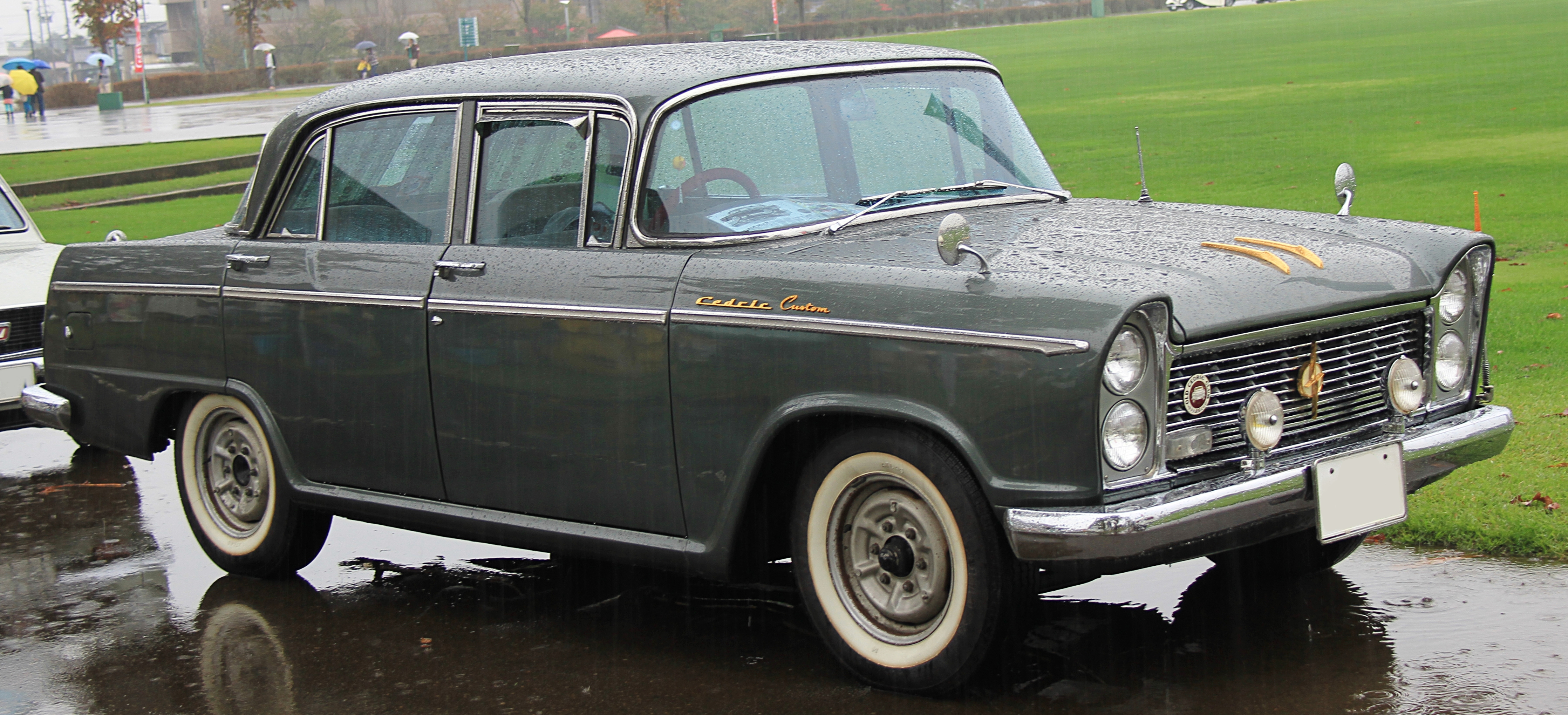
30型 日産セドリック カスタム 前期型（フロント）
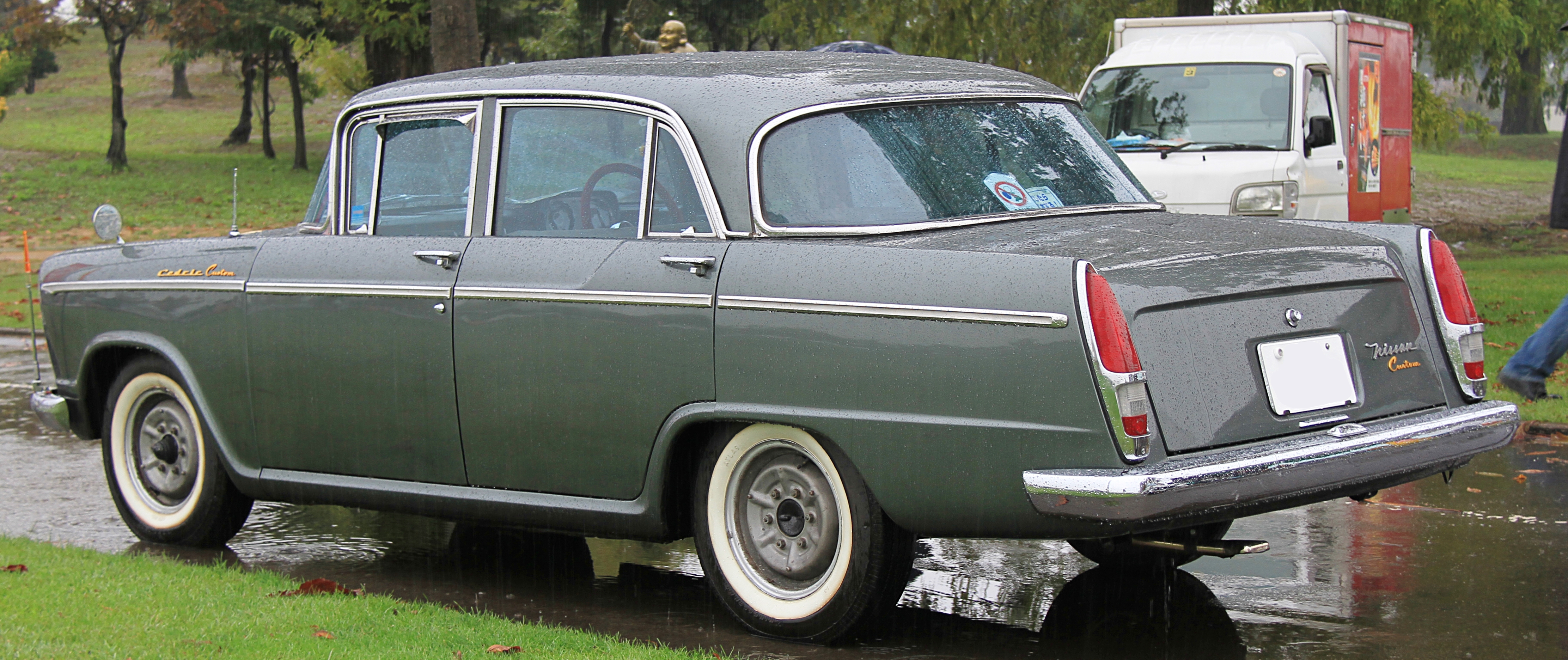
30型 日産セドリック カスタム 前期型（リア）
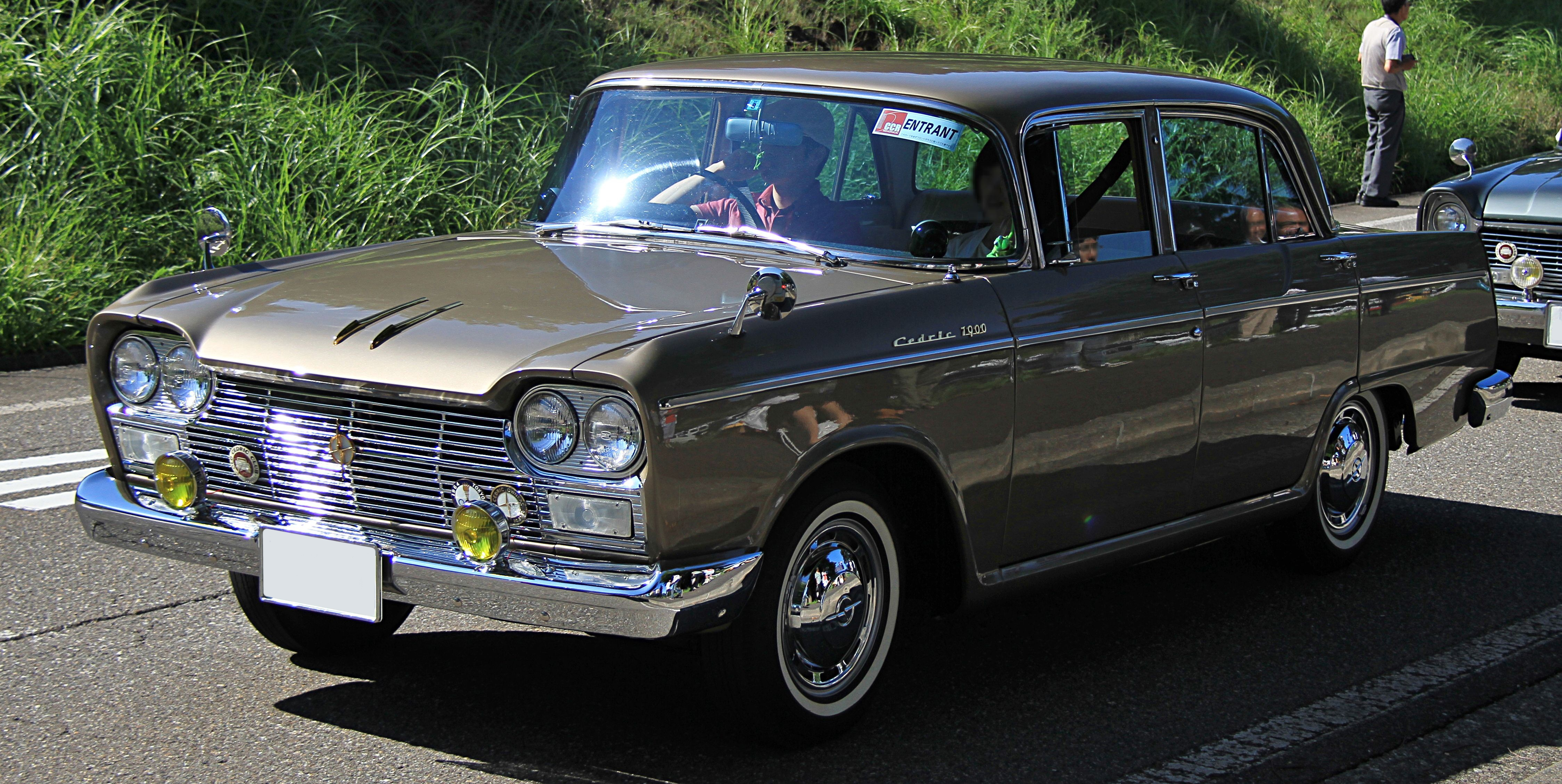
H31型 日産セドリック 1900デラックス 後期型（フロント）
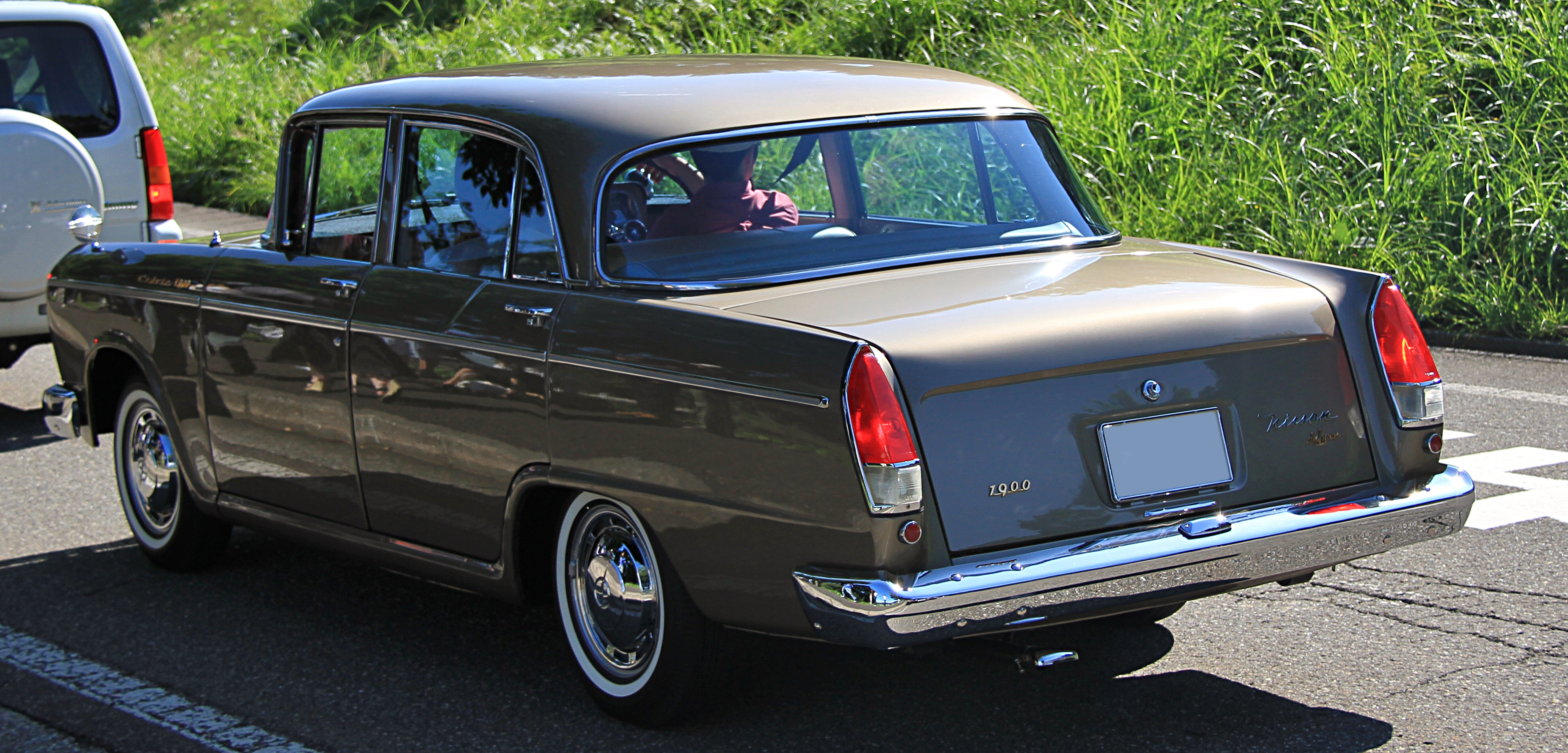
H31型 日産セドリック 1900デラックス 後期型（リア）
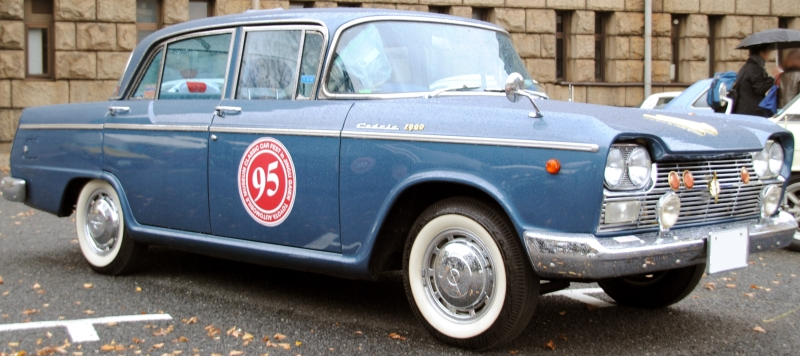
H31型 日産セドリック 1900デラックス 後期型（フロント）
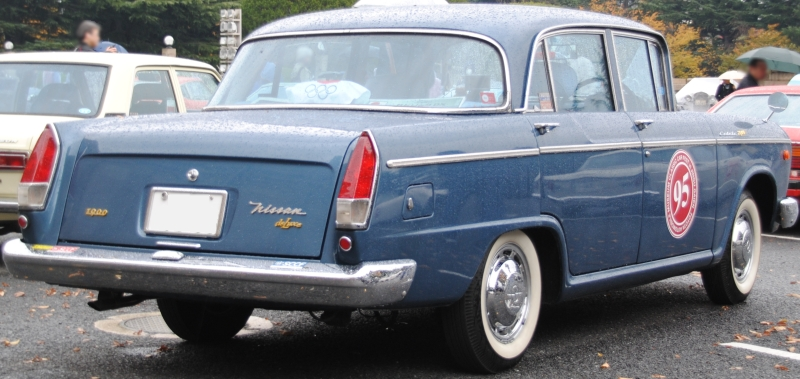
H31型 日産セドリック 1900デラックス 後期型（リア）
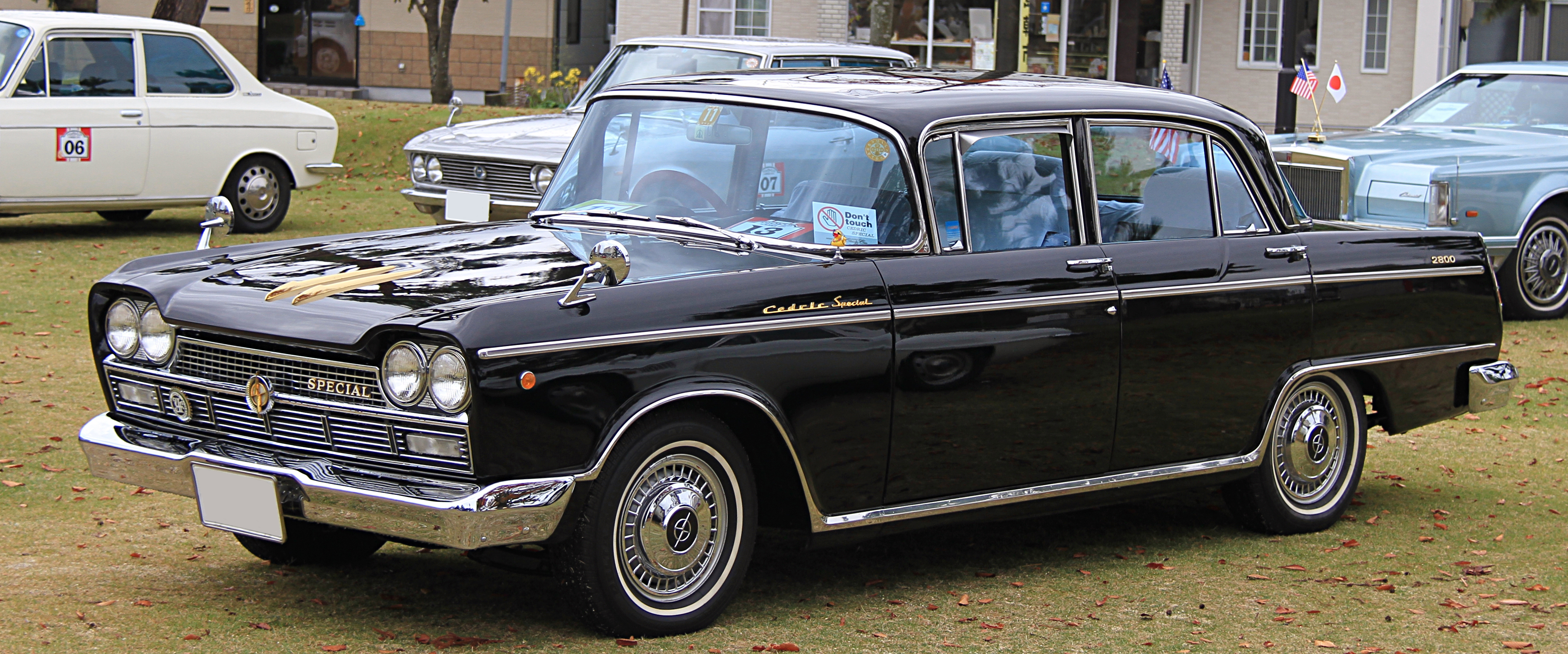
H31型 日産セドリック スペシャル 後期型（フロント）
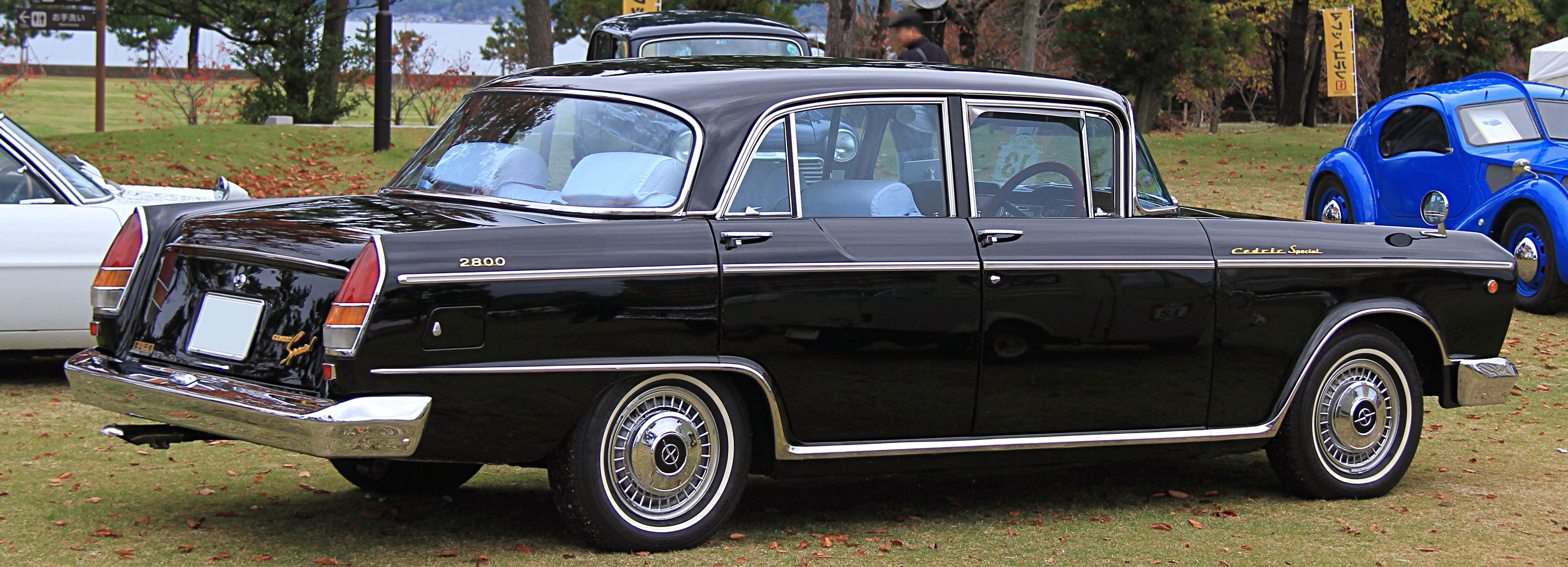
H31型 日産セドリック スペシャル 後期型（リア）

* 海外仕様

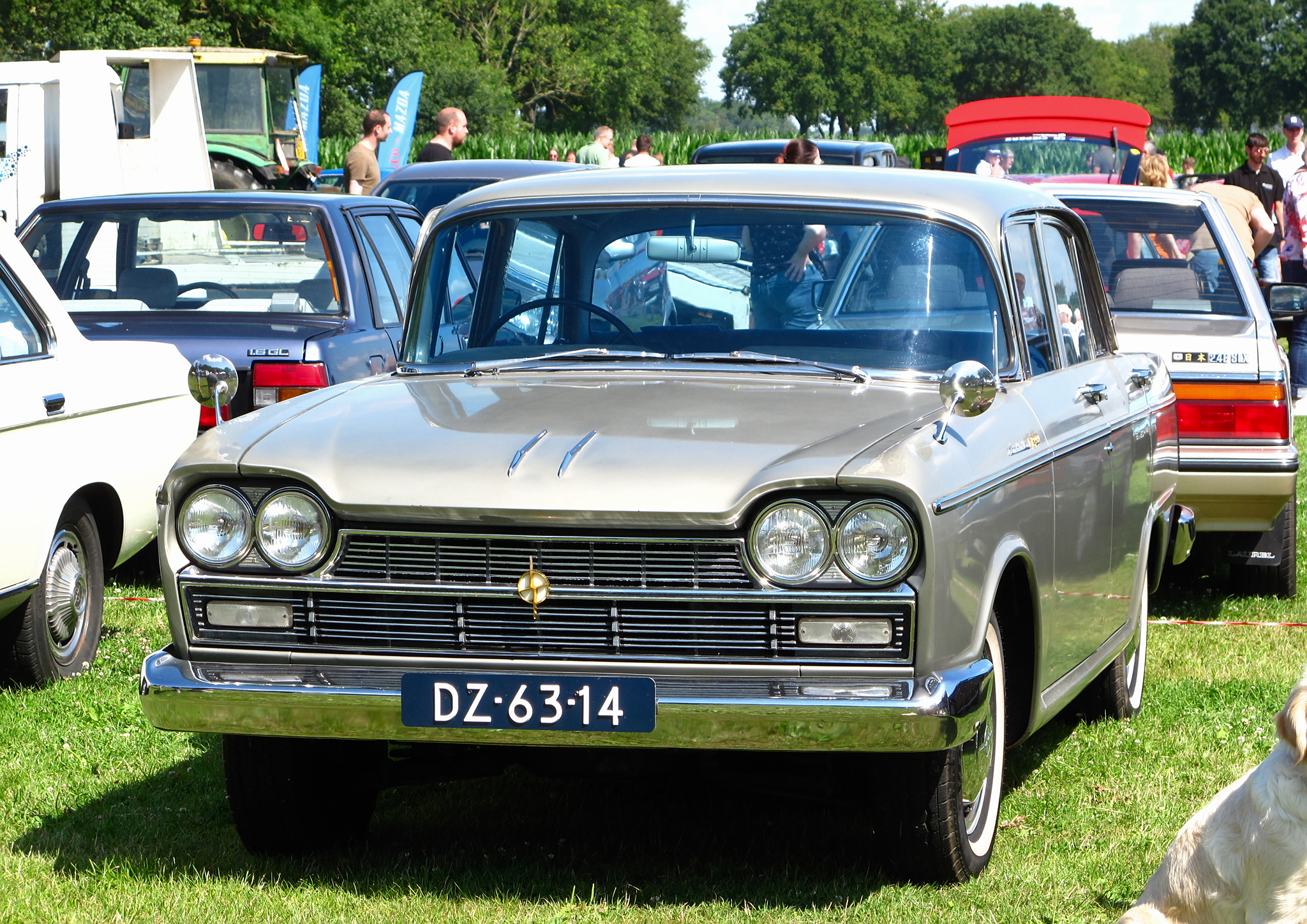
G31型 日産セドリック 1900デラックス（輸出仕様）

### 2代目 セドリック 130型系（1965年 - 1971年）

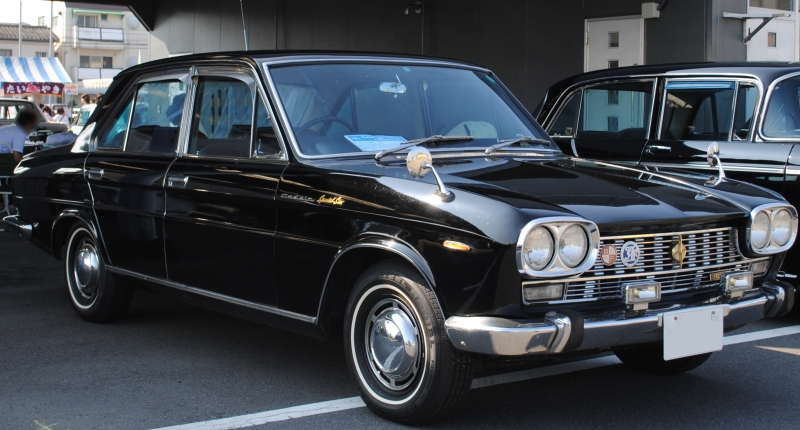
130型 日産セドリック スペシャル6 前期型

有名なOHC直列6気筒L20型エンジンがこの車と同時にデビューする。なお、L20型エンジン搭載車は、最上級グレードのスペシャルシックスのみであり、他にOHV直列6気筒のJ20型エンジン車があった。
- 1965年10月21日 - 130型発売。
- 1966年10月18日 - 一部改良。フロントグリル、テールランプなどのデザイン変更。
- 1967年10月23日 - 一部改良。テールランプのデザイン変更。
- 1968年9月5日 - ビッグマイナーチェンジ。後期のP130型になる。内外装が大幅に変わる。開閉可能だったリアドアの三角窓が固定式となる。
- 1969年10月20日 - 一部改良でL20型を改良。また、J20型エンジン車が消滅し、直列6気筒車が全てL20型エンジン車になる。ホイールが13インチから14インチになる。また最高級グレードとしてパワーステアリング・パワーウインドウを装備した「スペシャルGL」と「パーソナルDX」を追加。
- 1970年6月 - ニッサンマチック・フロアタイプを追加。

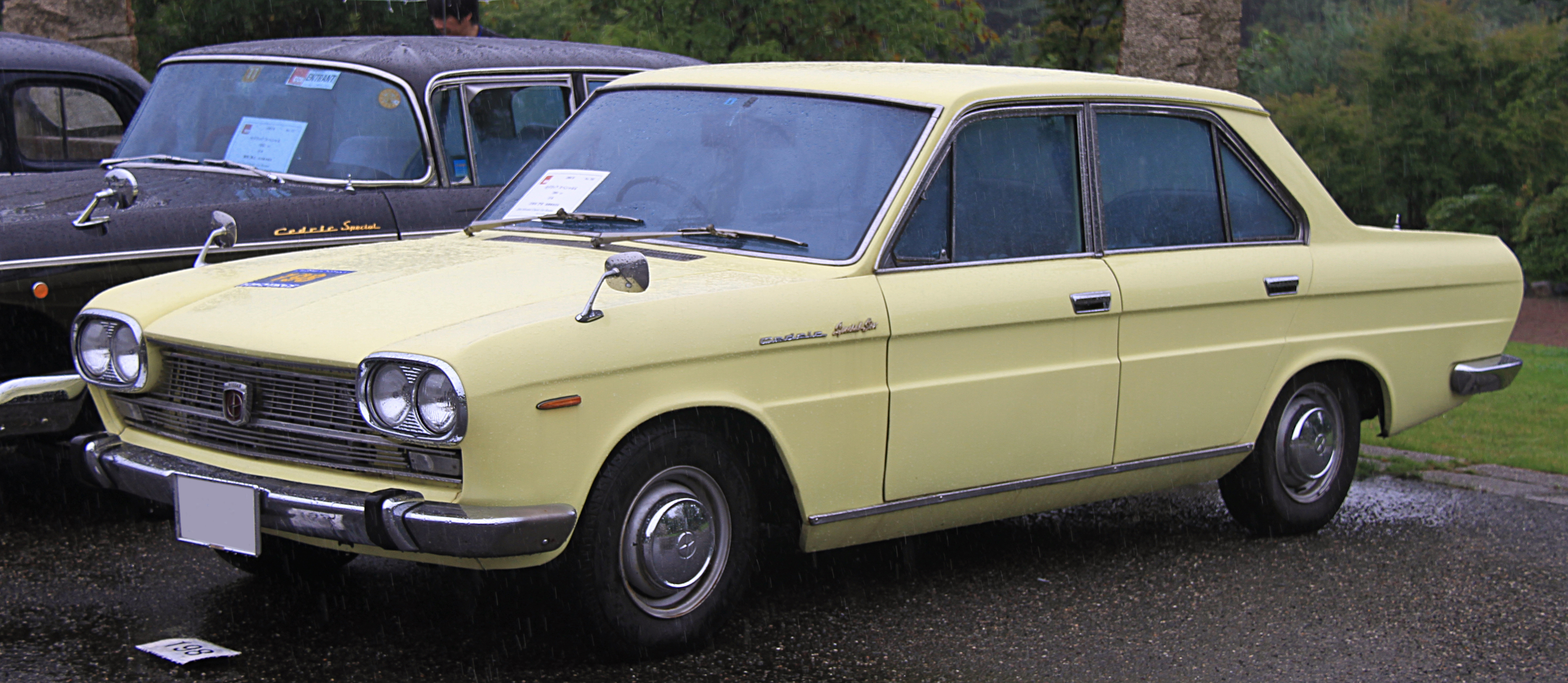
130型 日産セドリック スペシャル6 中期型（フロント）
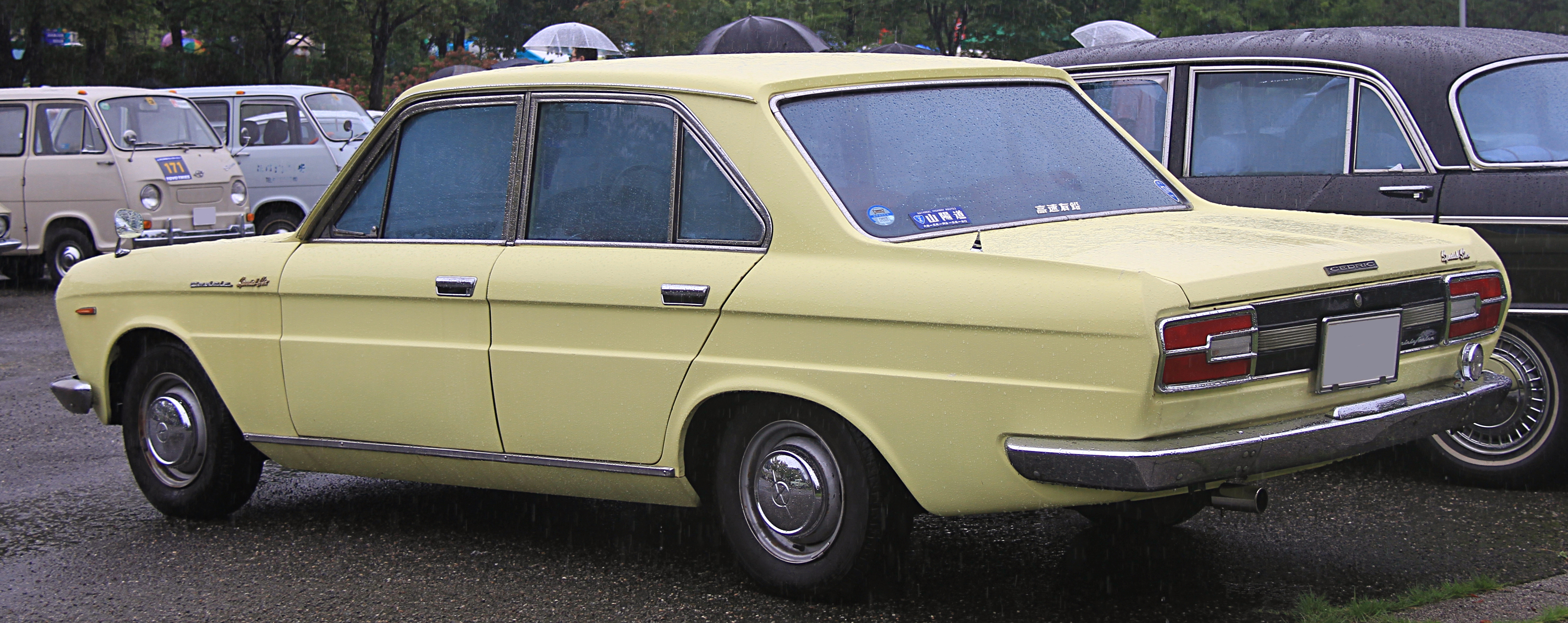
130型 日産セドリック スペシャル6 中期型（リア）
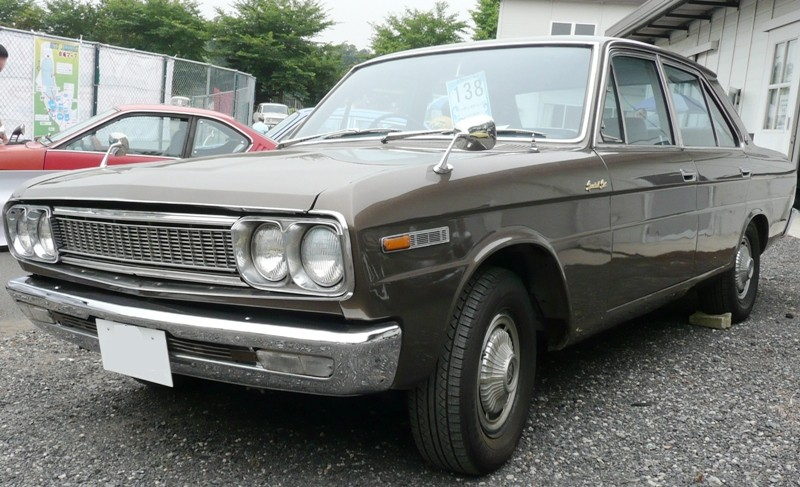
P130型 日産セドリック スペシャル6 後期型（フロント）
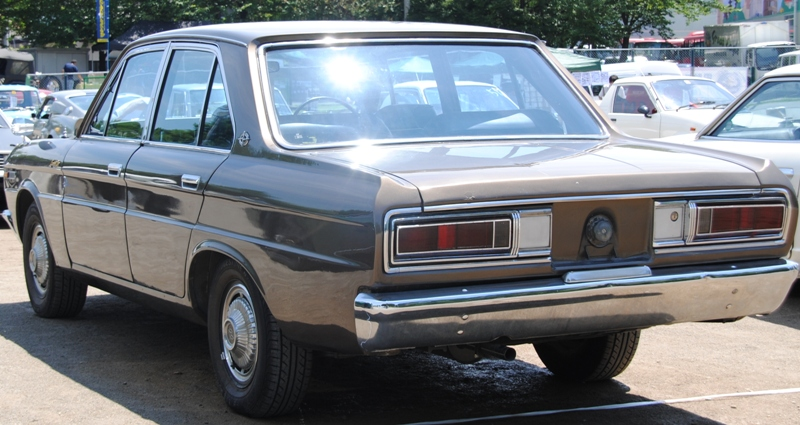
P130型 日産セドリック スペシャル6 後期型（リア）
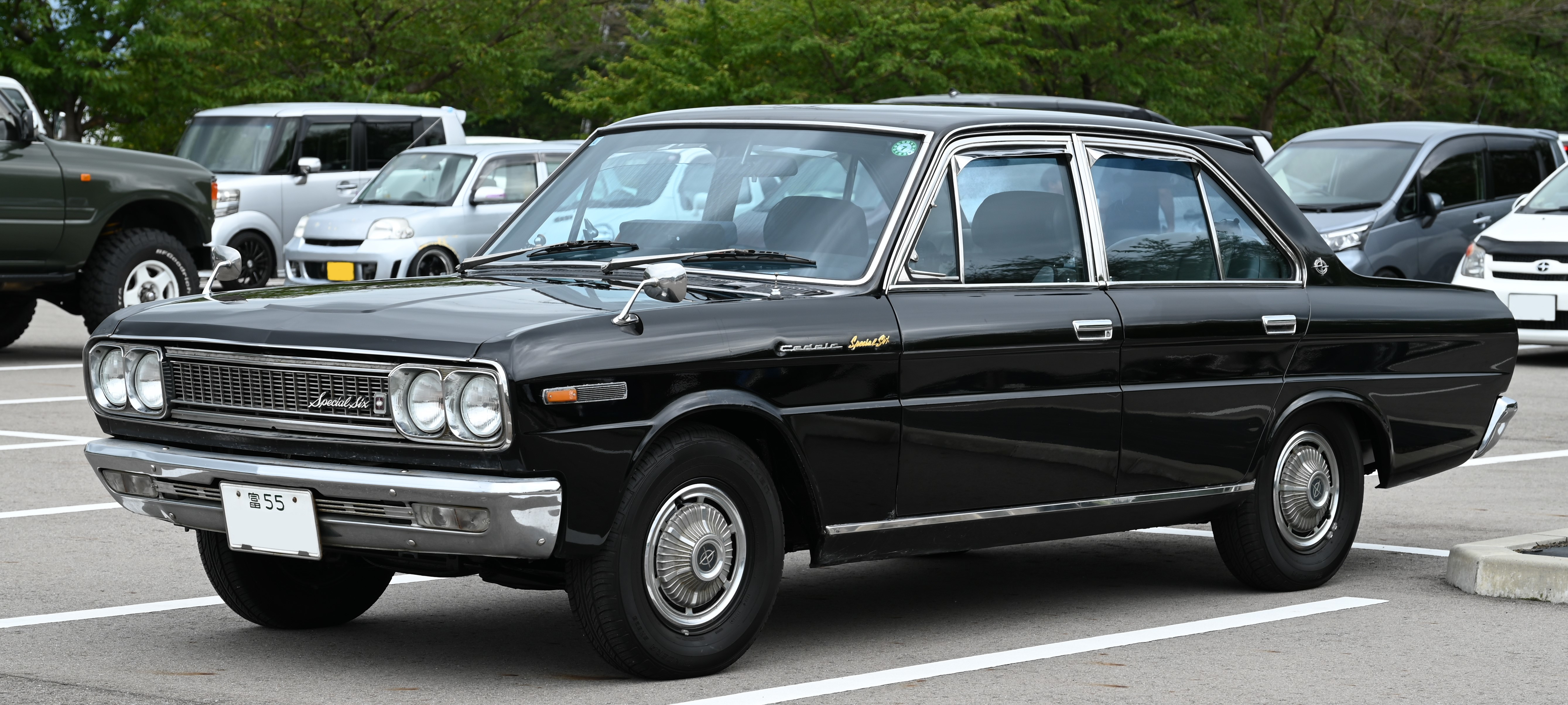
P130型 日産セドリック スペシャル6 スーパーGL 後期型（フロント）
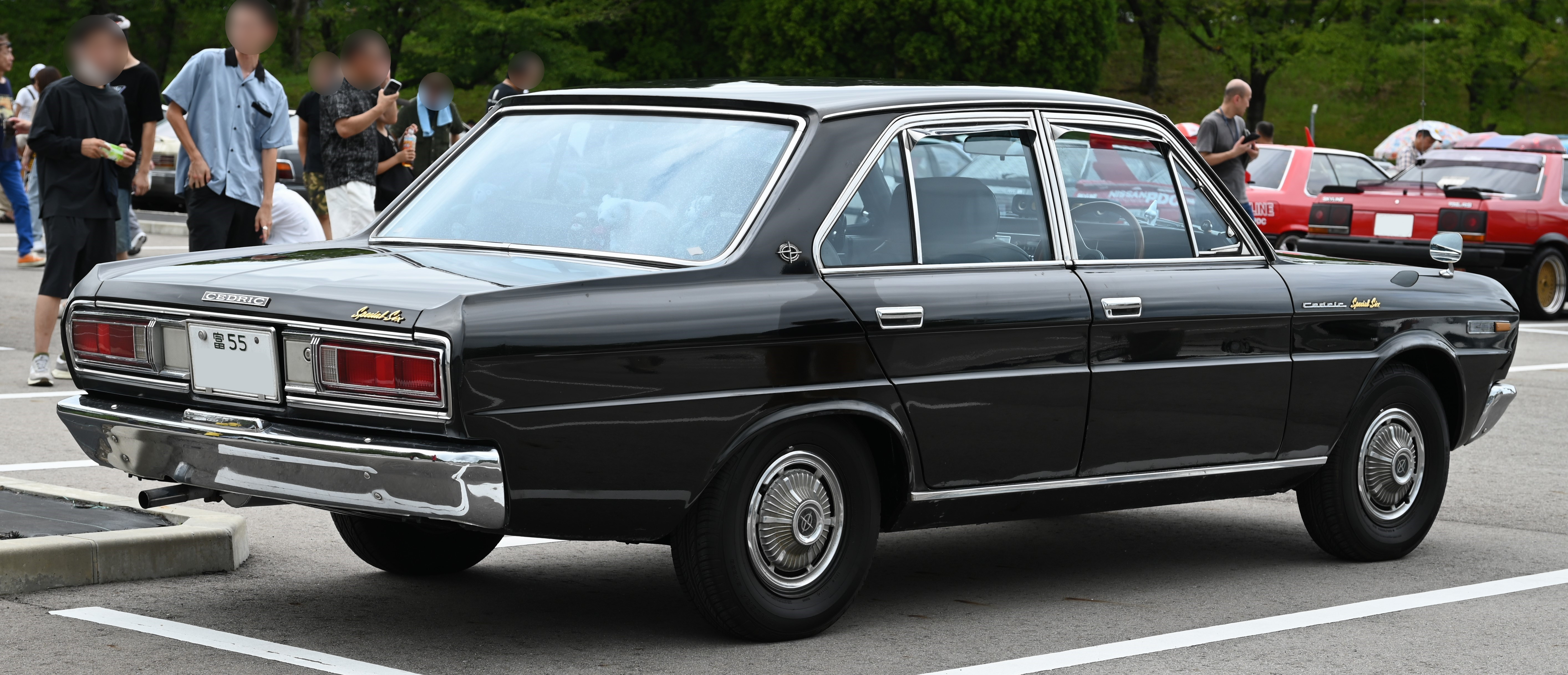
P130型 日産セドリック スペシャル6 スーパーGL 後期型（リア）
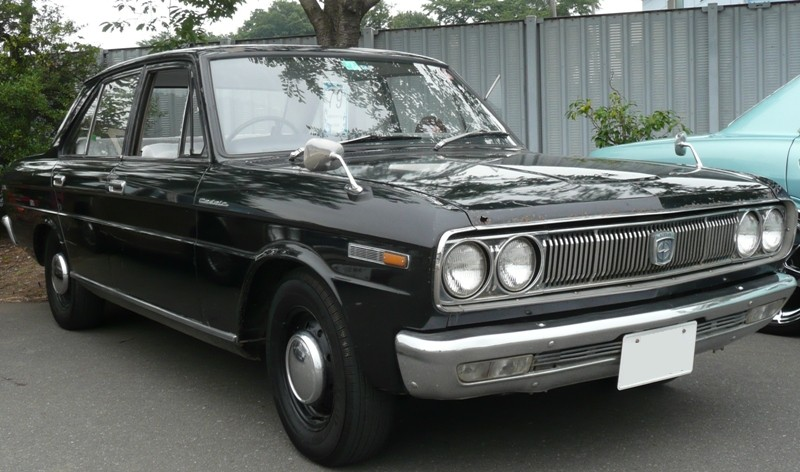
P130型 日産セドリック スタンダード 後期型

* 海外仕様

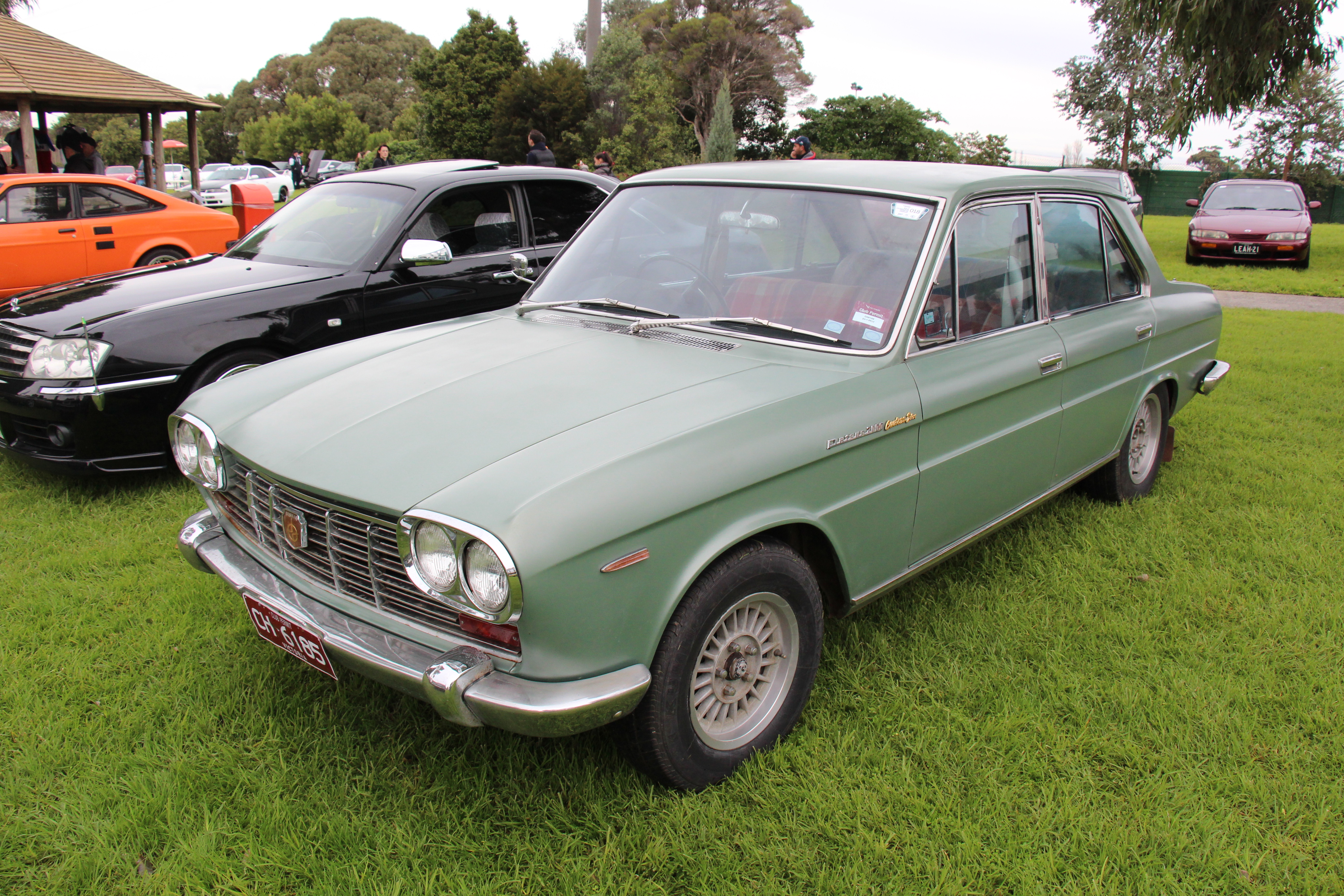
130型 ダットサン2000 カスタム6（欧州仕様）
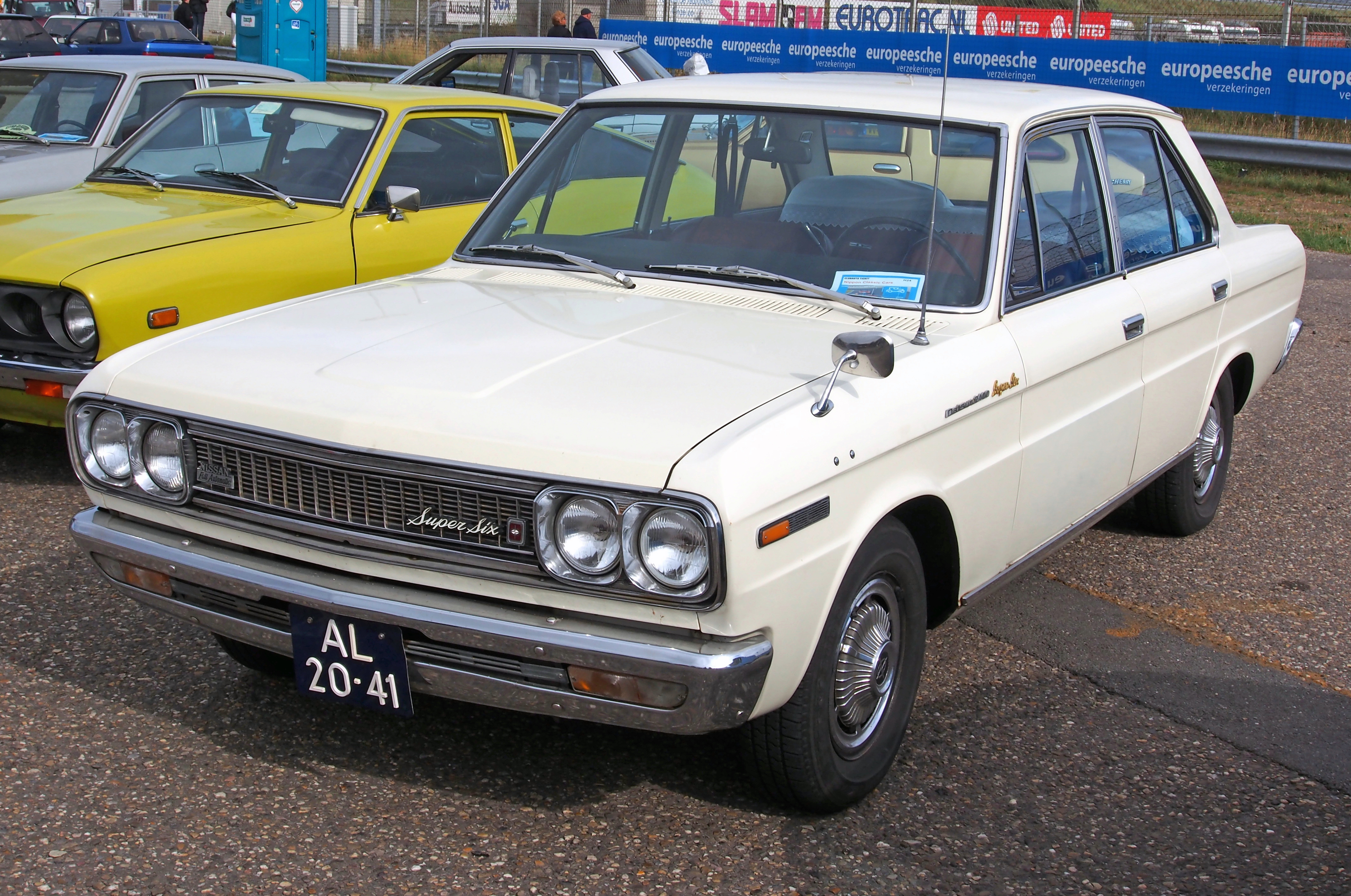
P130型 ダットサン2400 スーパー6（欧州仕様）

### 3代目 セドリックセダン/4代目 グロリアセダン 230型系（1971年 - 1975年）
このモデルから、日産由来のセドリックと、プリンス由来のグロリアがバッジエンジニアリングによる姉妹車になる。また、4ドアモデルが、窓枠付きのセダンとサッシュレスのハードトップの2種類になり、このモデルから窓枠付きのモデルが「セドリックセダン/グロリアセダン」と呼ばれるようになる。また、この世代からフロントドアの三角窓が廃止された。
- 1971年2月23日 - 230型セドリック/グロリア発売（ハードトップは4月1日発売）。セドリックとグロリアが、基本構造を同一としたバッジエンジニアリングによる姉妹車となる。
- 1971年8月12日 - L26型エンジンを搭載した2600シリーズ発売。
- 1972年6月2日 - 2600カスタムデラックス、デラックスを追加。スーパーデラックスを廃止。
- 1972年7月20日 - マイナーチェンジ。フロントグリル、リアコンビランプの形状が変更された。
- 1972年8月8日 - セドリック/グロリアに4ドアハードトップ追加。これに伴い、窓枠付きの従来モデルが「4ドアセダン」となる。
- 1973年4月5日 - 昭和48年排出ガス規制適合。2600cc車の外装変更など。セダンのリアターンシグナルランプはハードトップと同様にレンズの色がオレンジに変更され、独立して点滅するようになった。それに対し、グロリアセダンは横型で、テールレンズのウィンカーの色がオレンジに変更された。

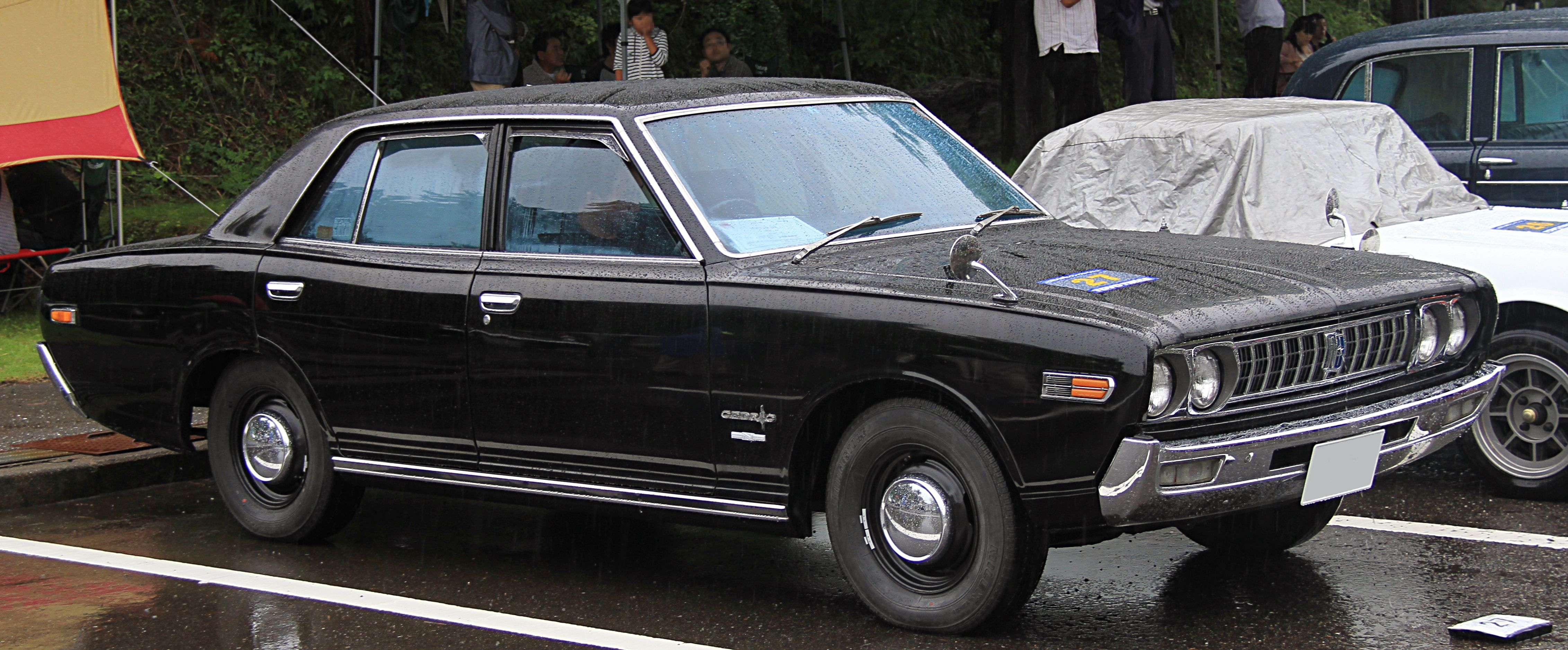
230型 日産セドリックセダン 2000 デラックス スタンダード仕様 前期型（フロント）
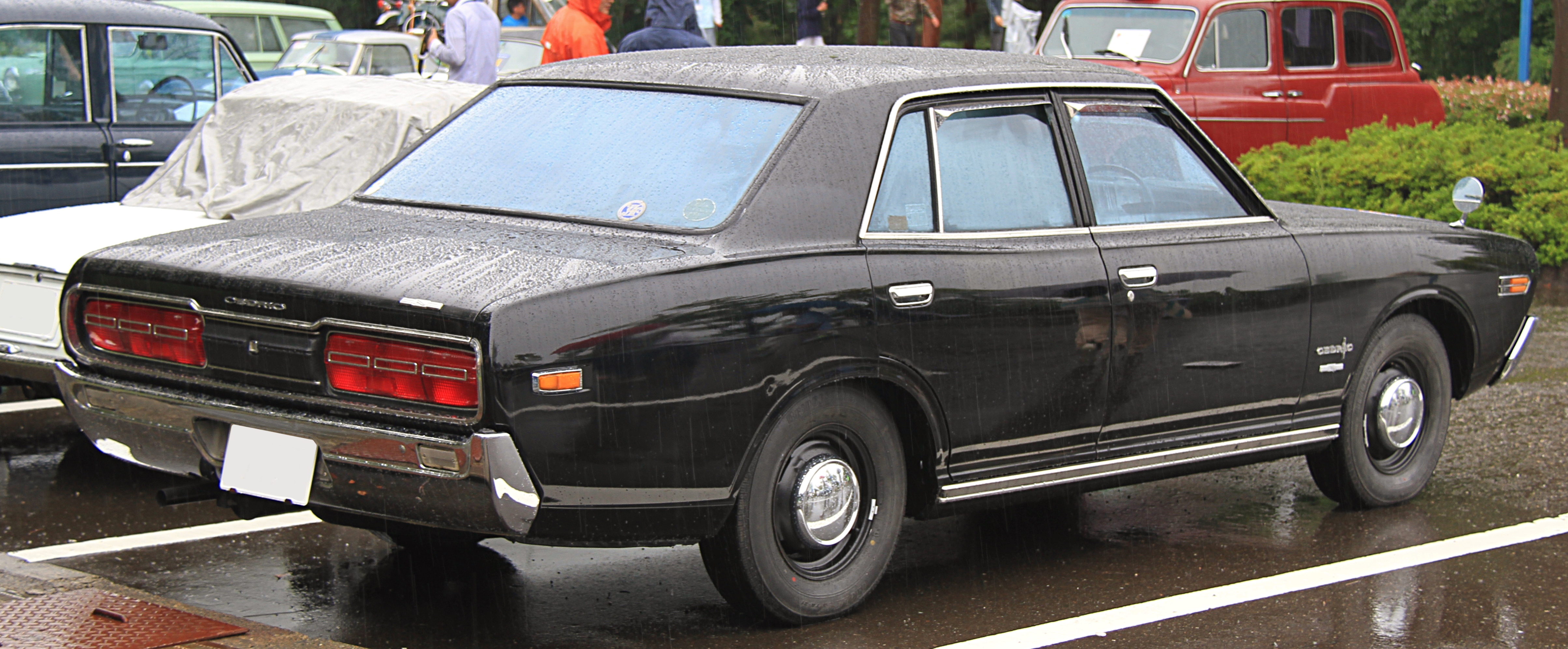
230型 日産セドリックセダン 2000 デラックス スタンダード仕様 前期型（リア）
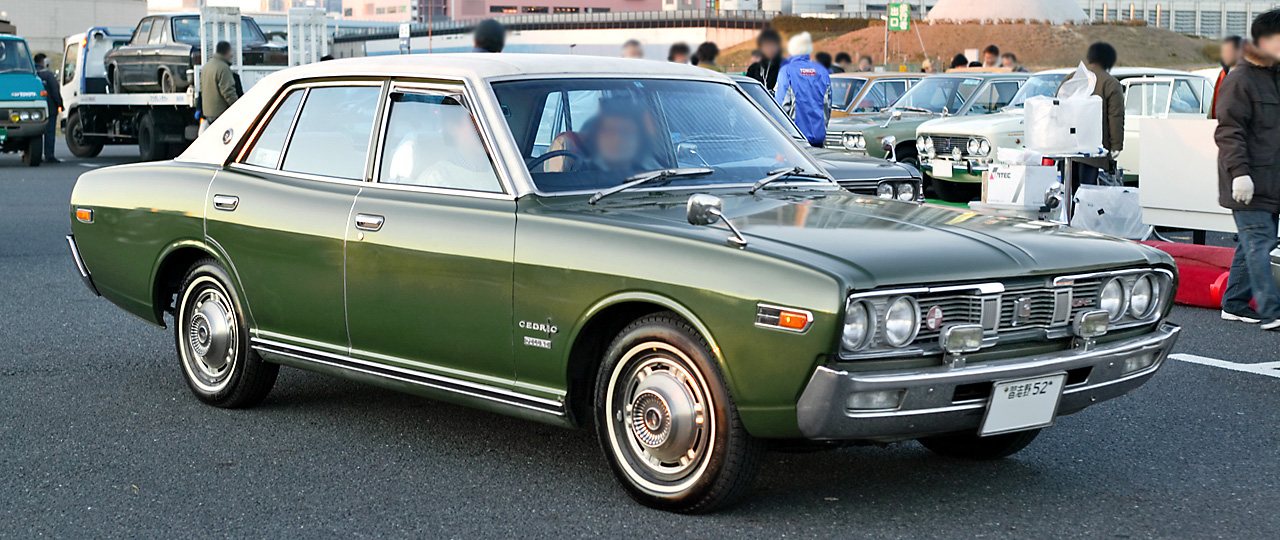
230型 日産セドリックセダン 2000デラックス 中期型（フロント）
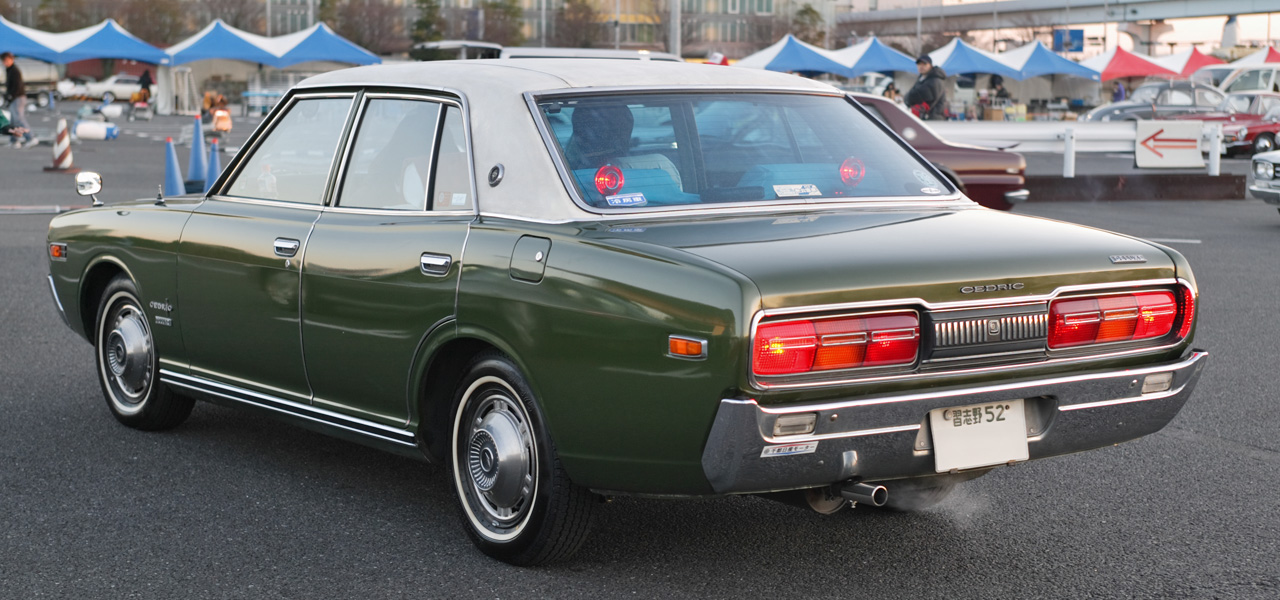
230型 日産セドリックセダン 2000デラックス 中期型（リア）。当時の保安基準ではブレーキランプがウインカーを兼ねていたため、テールレンズは赤一色である。
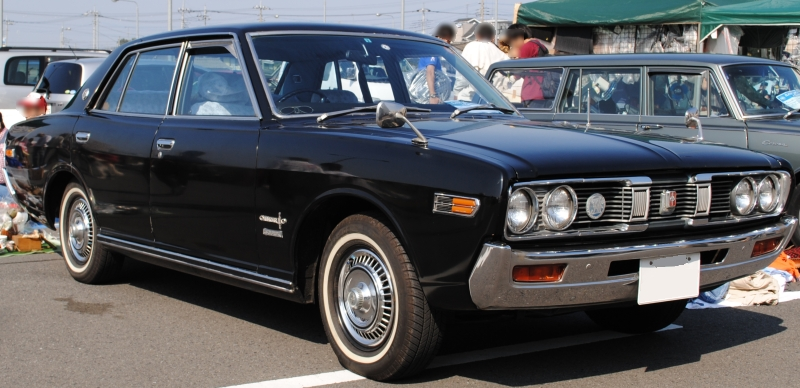
230型 日産セドリックセダン カスタムデラックス 後期型
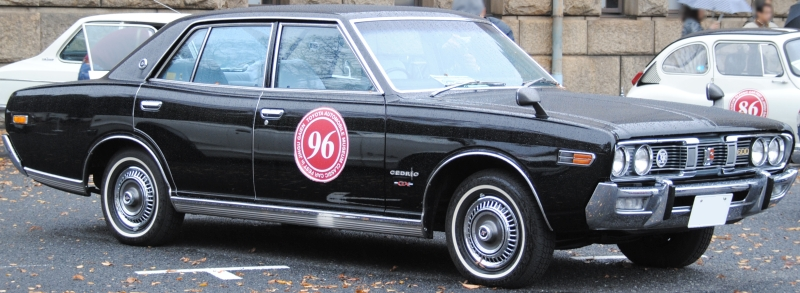
230型 日産セドリックセダン 2600GX 後期型（フロント）
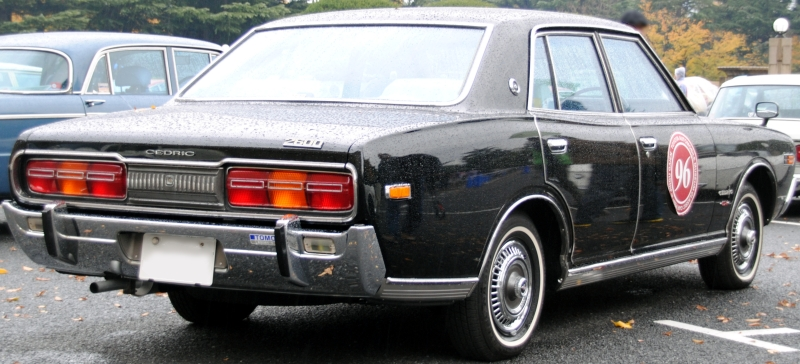
230型 日産セドリックセダン 2600GX 後期型（リア）。保安基準の改正によりテールランプの一部がオレンジ色に変更され、独立したウインカー部となった。
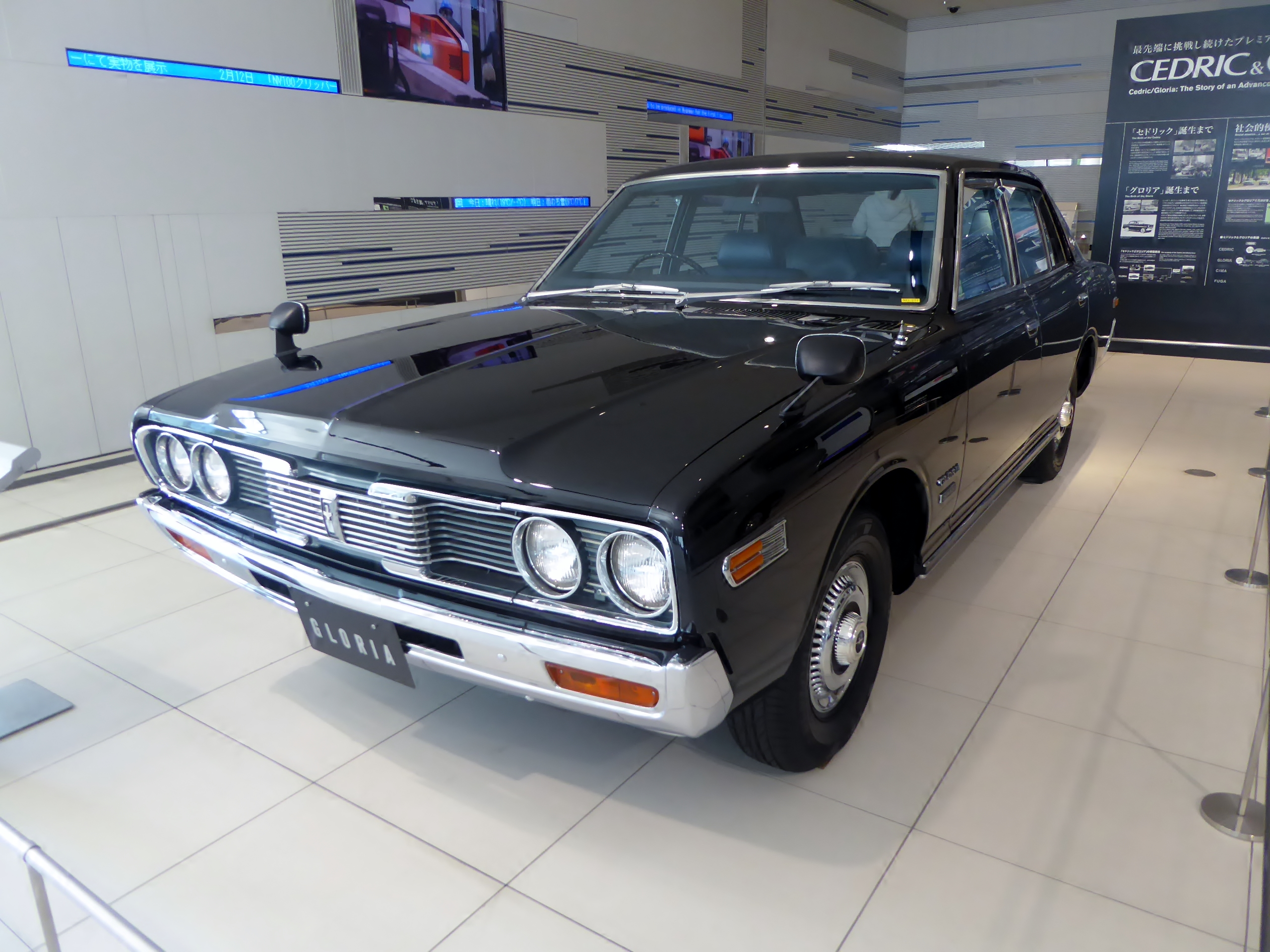
230型 日産グロリアセダン 2000カスタムデラックス 後期型（フロント）
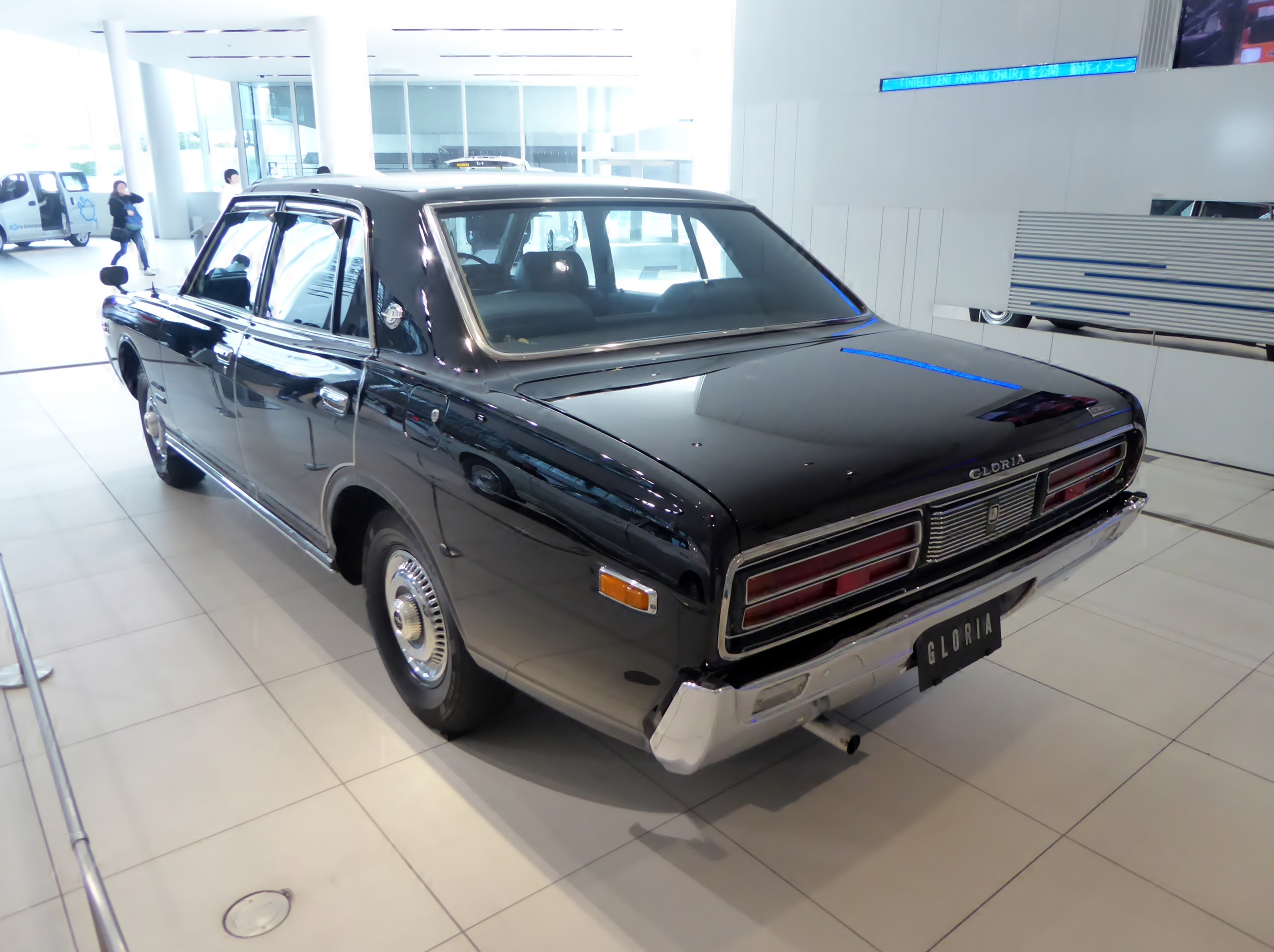
230型 日産グロリアセダン 2000カスタムデラックス 後期型（リア）

* 海外仕様

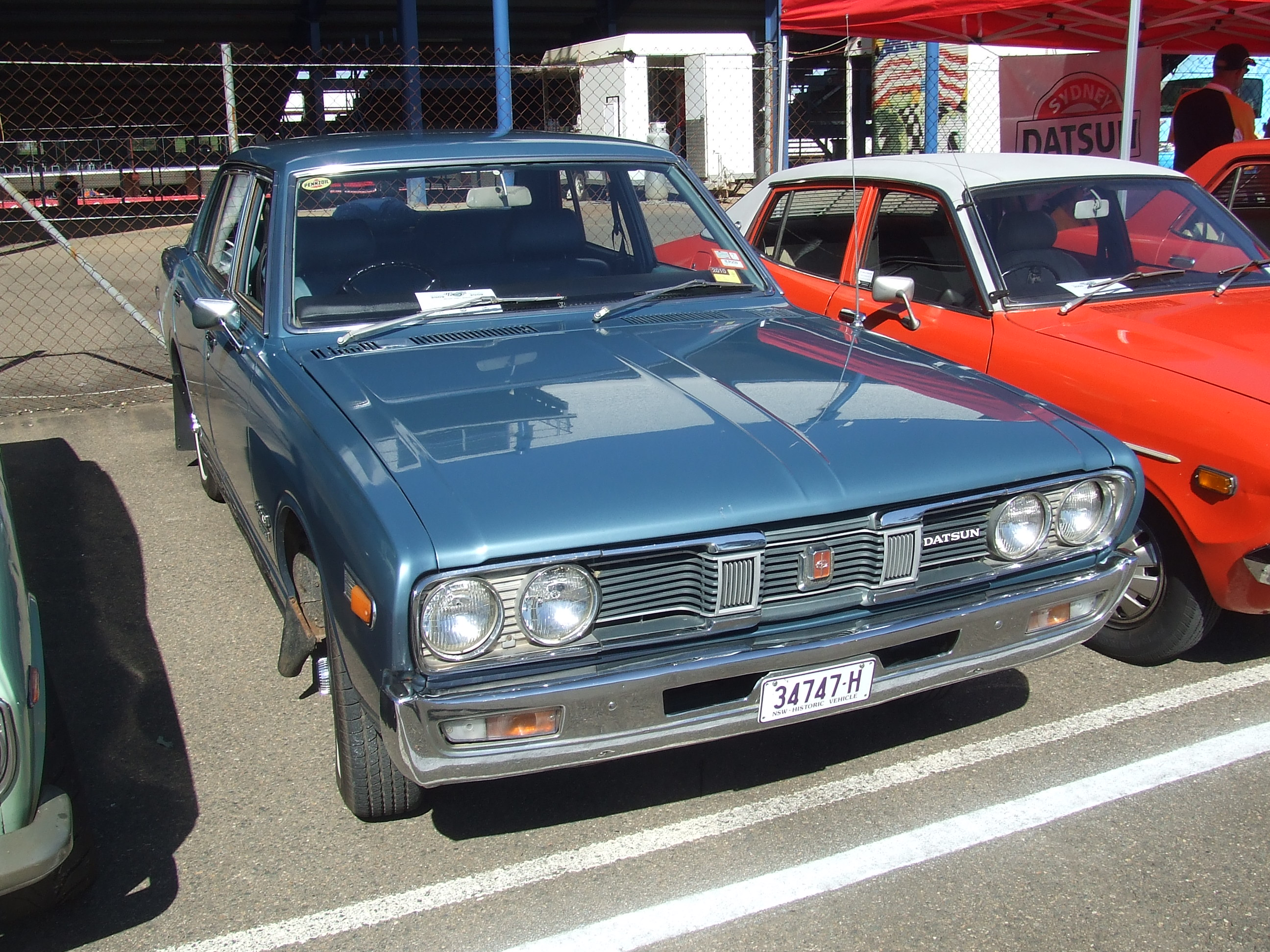
230型 ダットサン240C 豪州仕様
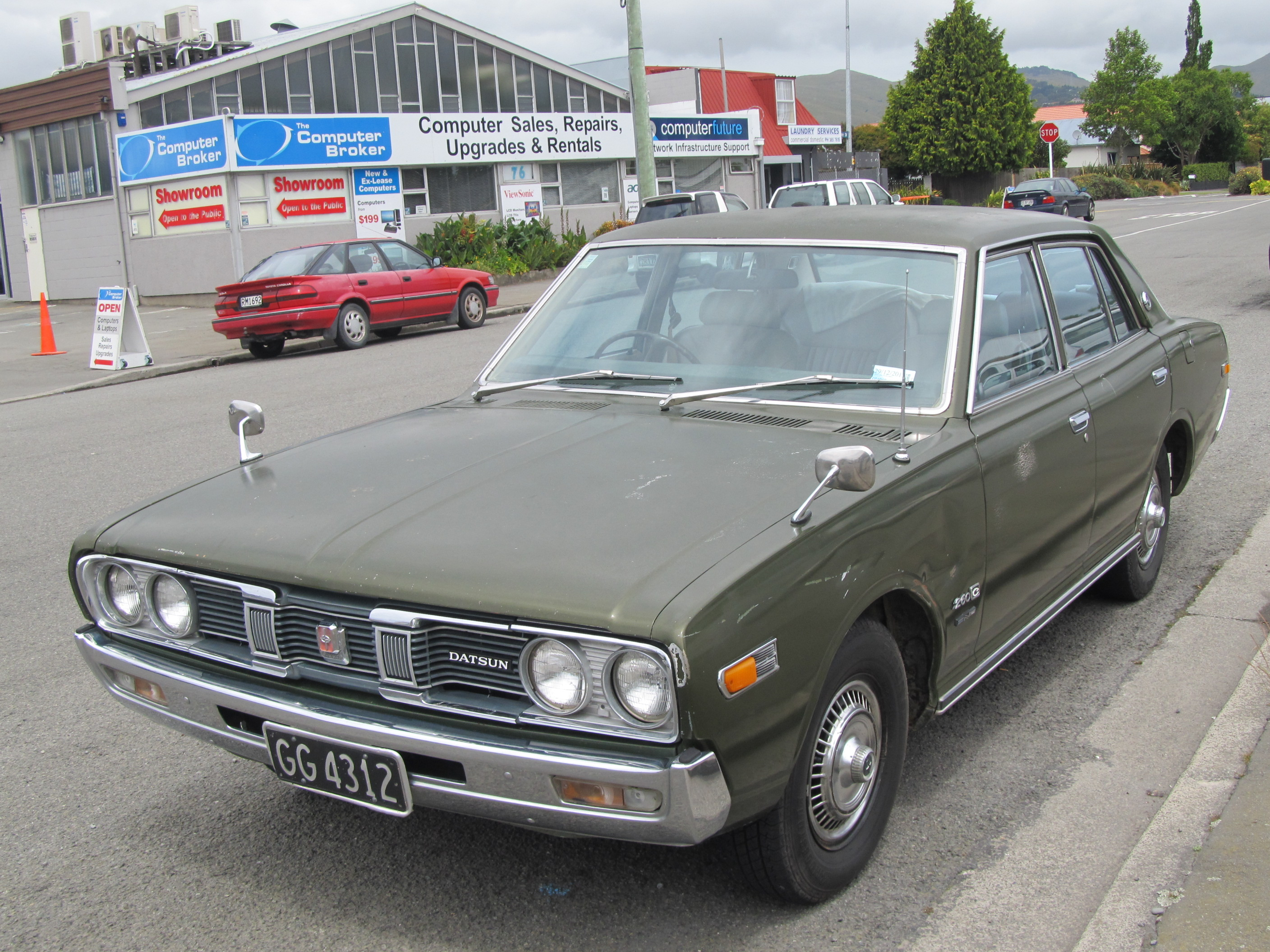
230型 ダットサン260C 豪州仕様
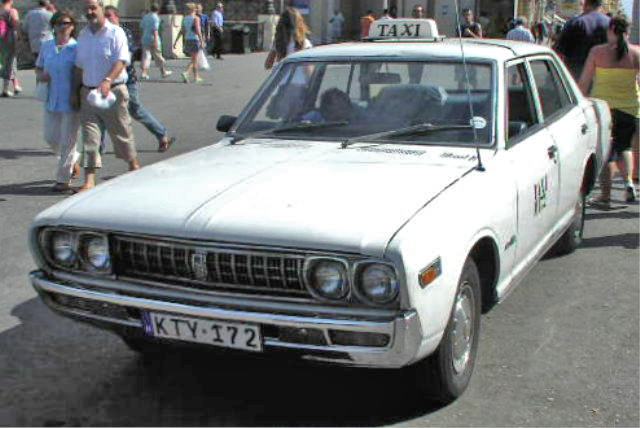
230型 ダットサン220C マルタ仕様（フロント）
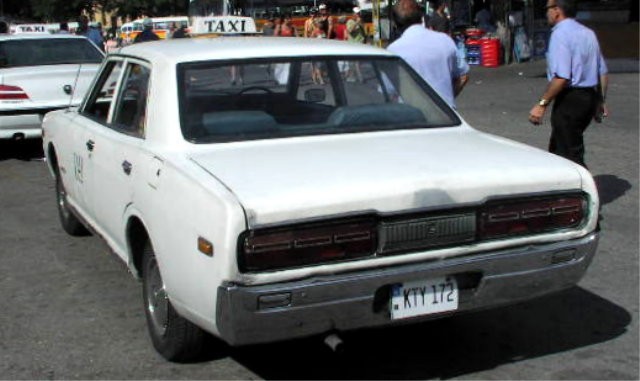
230型 ダットサン220C マルタ仕様（リア）

### 4代目/5代目 330型系（1975年 - 1979年）
- 1975年6月27日 - 330型セドリック/グロリア発売。
  - セダンのヘッドランプは4ドアHTとともに丸4灯であった（2ドアハードトップは異形角2灯、後に4ドアHTも異形角2灯に変更）。
  - 3ナンバー車の排気量が2800ccに拡大され、エンジンもL28型に変更された。
- 1975年10月16日 - 2000ccのパワー不足を補うためEGI仕様のSGL-E/GL-Eを追加。エンジン型式はL20E型で、昭和50年排出ガス規制適合車であった。
- 1976年6月17日 - ガソリン車は昭和51年排出ガス規制適合で331型になる。
- 1977年6月13日- マイナーチェンジで後期型になる。
  - 2800Eブロアム（最高級グレード）・SD22型直列4気筒ディーゼル搭載車220D GL/220D デラックス/220D スタンダードを追加。
  - 従来のSD20エンジン搭載車はスタンダードのみへ。
- 1978年11月2日 - ガソリン車は昭和53年排出ガス規制適合/2000SGL-Eエクストラを追加。

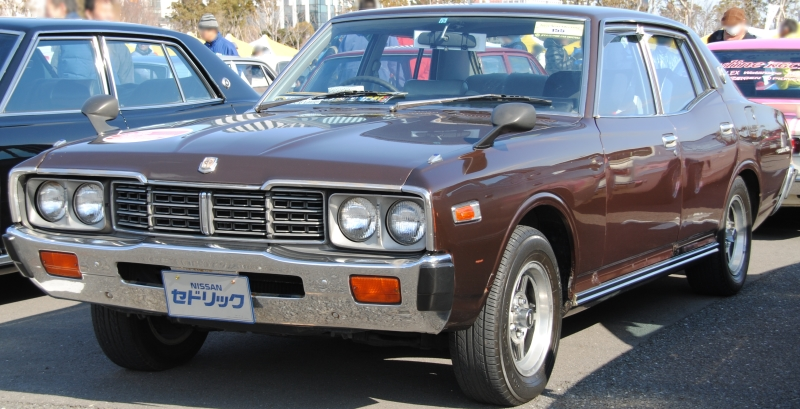
331型 日産セドリックセダン GL 後期型
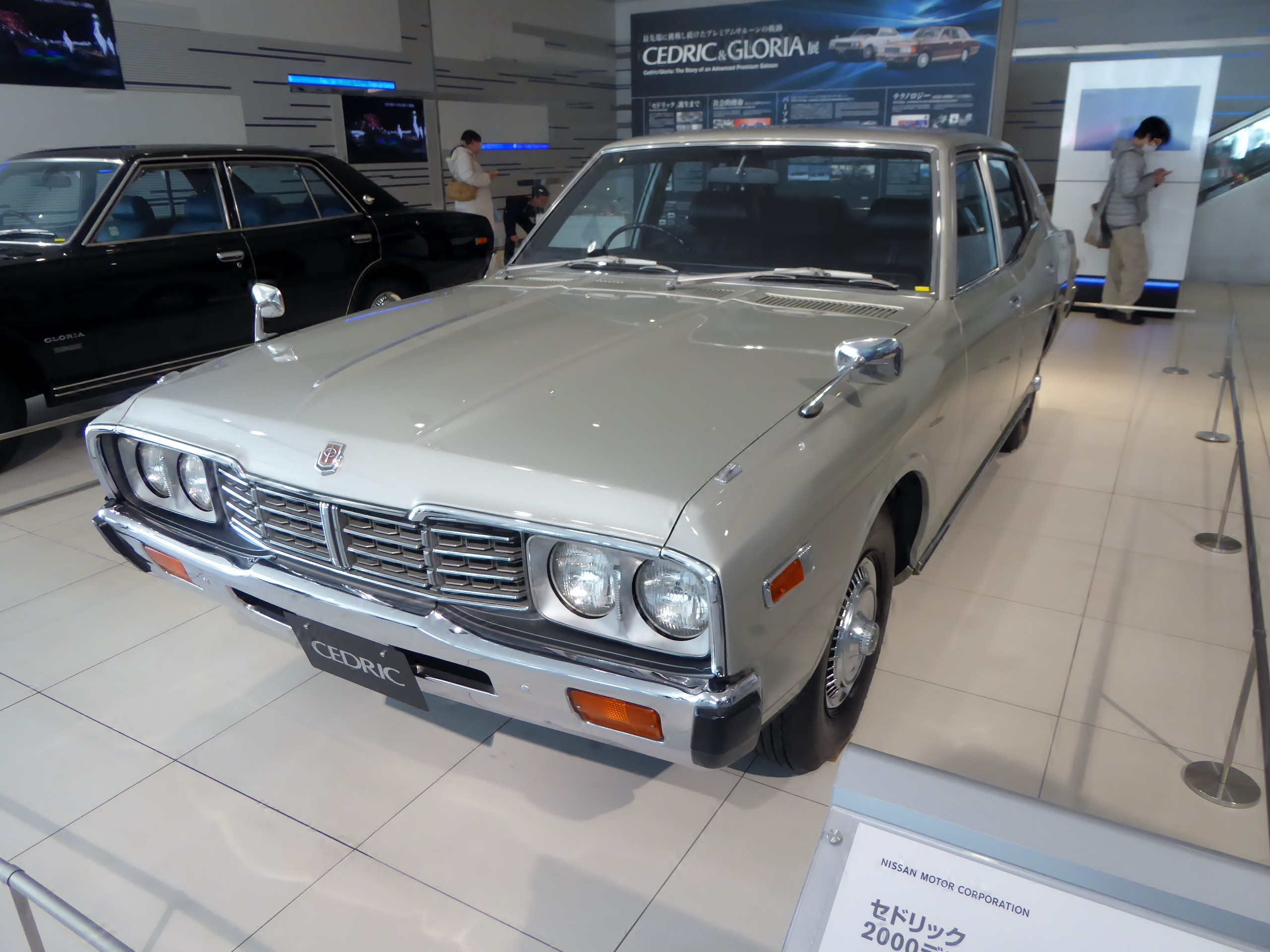
332型 日産セドリックセダン デラックス 後期型（フロント）
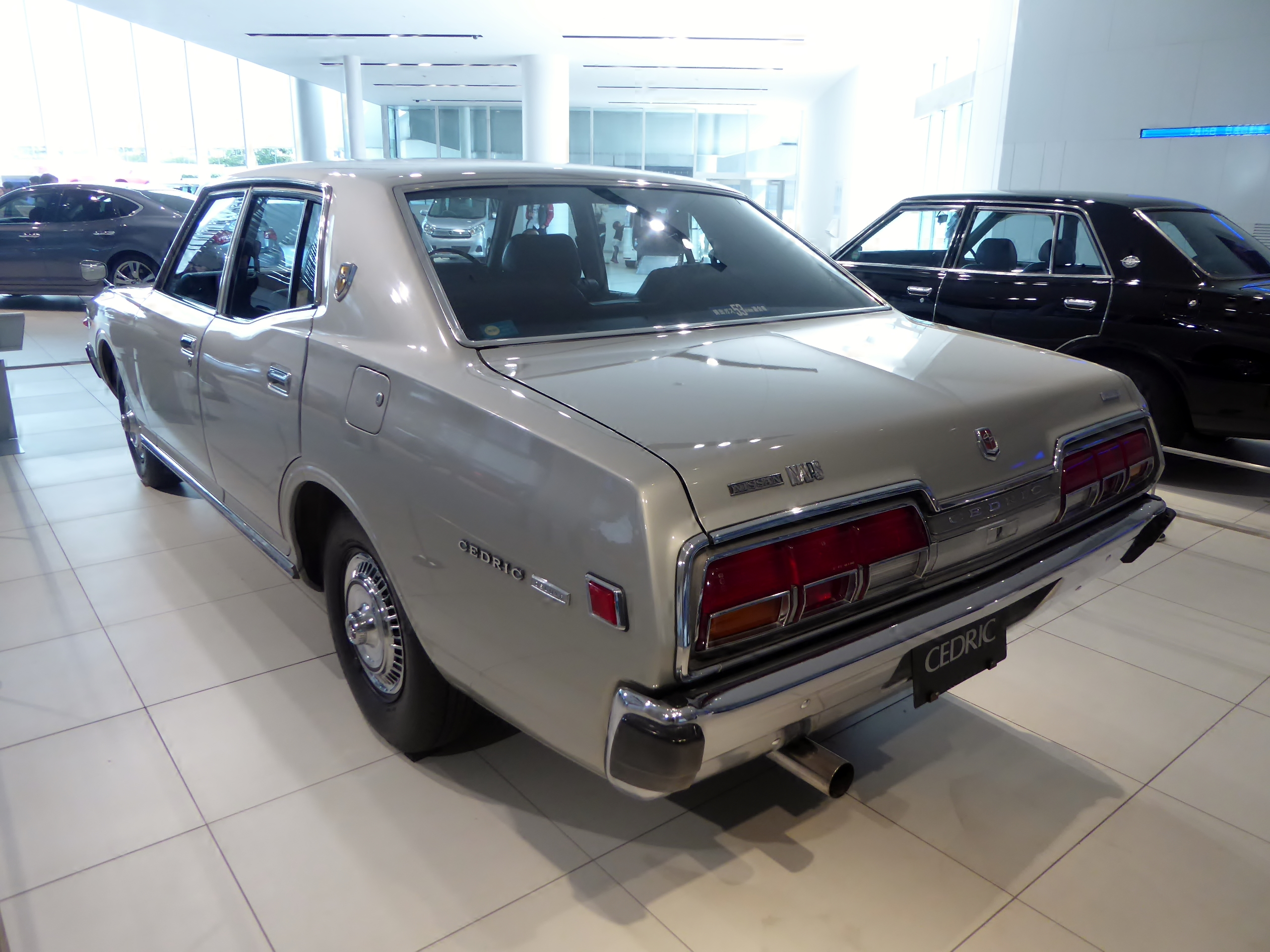
332型 日産セドリックセダン デラックス 後期型（リア）

* 海外仕様

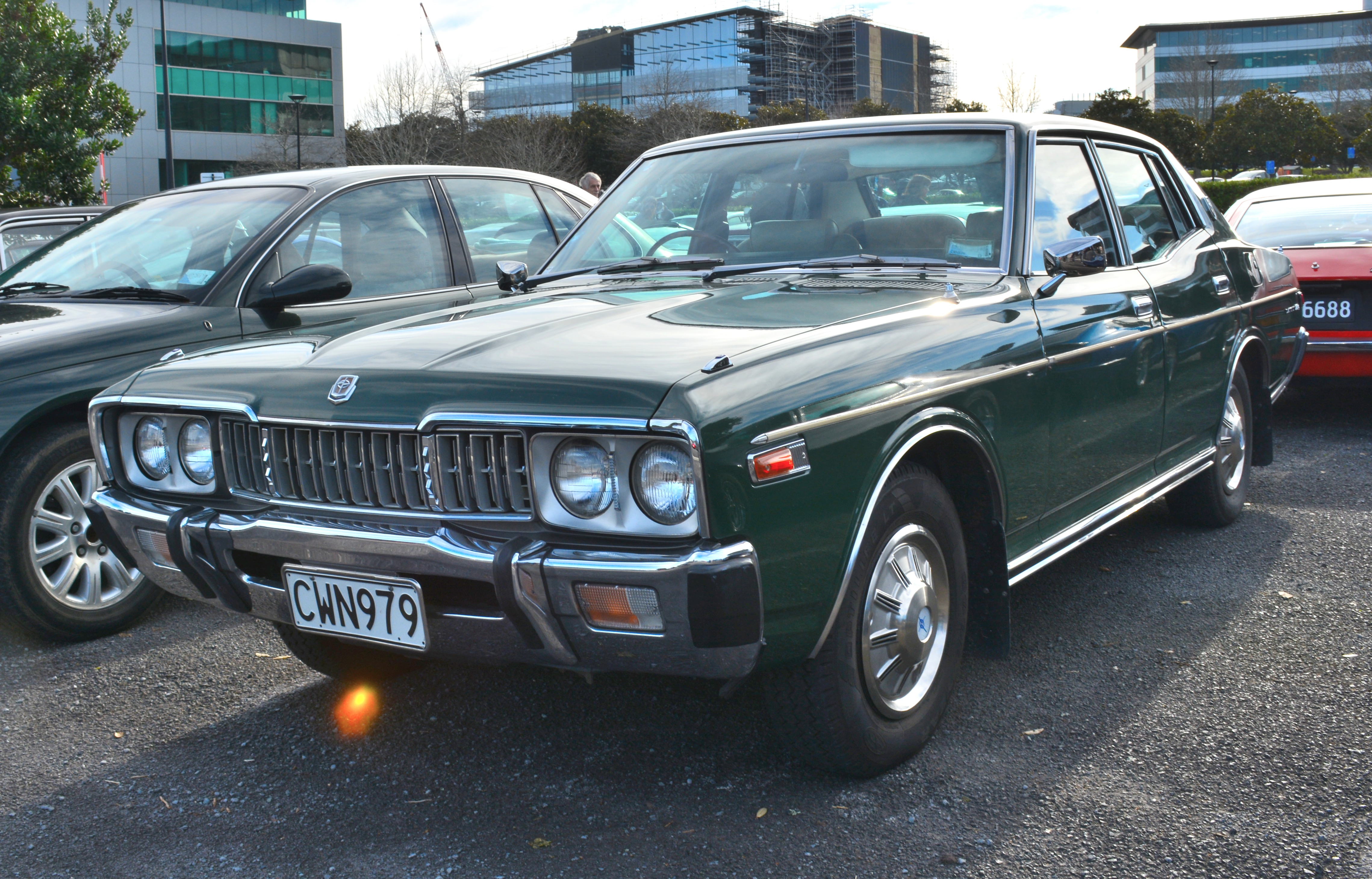
330型 ダットサン260C（NZ仕様、フロント）
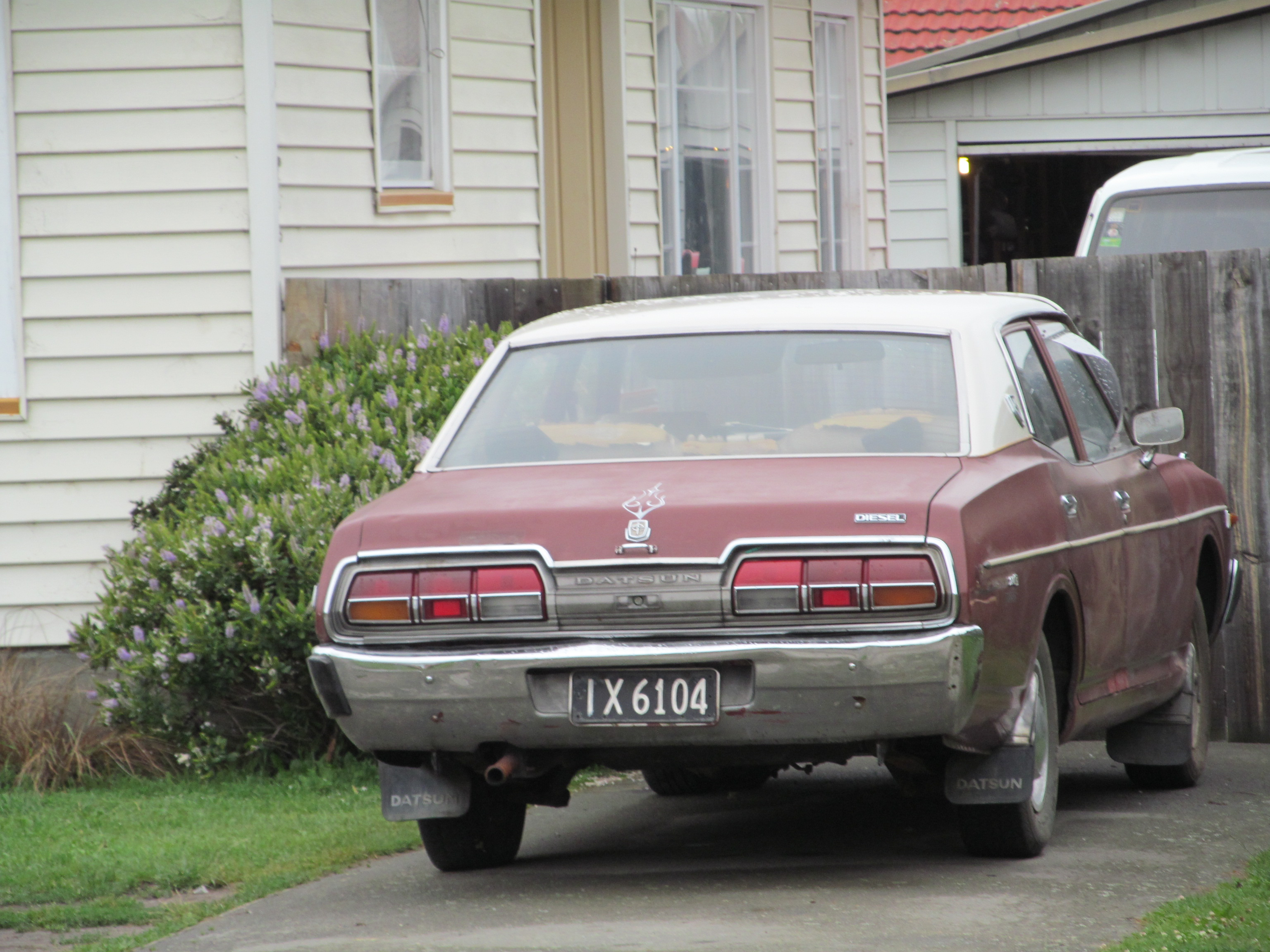
330型 ダットサン220C ディーゼル（NZ仕様、リア）

### 5代目/6代目 430型系（1979年 - 1983年）
- 1979年6月8日 - 430型セドリック/グロリア発売。
  - L28Eには、ECCS（エンジン集中電子制御システム）が装着されていた。
  - L型エンジンをベースとした日本初の直列6気筒ディーゼルエンジンLD28が追加される。
  - スタンダードのみ丸形4灯ヘッドランプとハーフキャップを採用する。DX以上は角形4灯ヘッドランプとフルホイールカバーを採用する。
  - 直線基調のシックスライトウィンドウとなり、Cピラー部にオペラウインドウ（と呼ばれる小窓が設けられた。ただし、日本国内仕様の最廉価グレードのスタンダードのみオペラウィンドウが装備されず、該当部は樹脂製のガーニッシュ（フタ）でふさがれている。
  - パトカー（YP430）はエンジン以外スタンダードに準ずる。フロントバンパーのみ3ナンバー仕様が装着される。
- 1979年10月31日 - 日本初のターボエンジン・L20ET型を搭載したモデルが追加される。（発売は1979年12月から）
- 1981年4月16日 - マイナーチェンジで後期型になる。
  - L28E車が145ps→155psに向上。ECCSがL20Eエンジン搭載車にも採用。
  - 後期型ではエンジンフード、テールランプなどのデザインが変更され、バンパーが樹脂製になるが、スタンダードのみ前期型のままで生産が継続された。
- 1982年6月11日 - 電子制御OD付フルロックアップ4速ATが280E/200Eターボ/200Eに設定。
- 430型セドリック海外仕様車のヘッドランプは、中東・南米地域向けが日本と同じ規格型の角4灯、欧州・豪州地域向けは、日本では4ドアHTに装備されていた異形角2灯であった。異形角2灯車のセダンは、地域・年式によってグリルがグロリアHT用の横桟型のものと、セドリックHT用の縦桟型の2種類存在した。

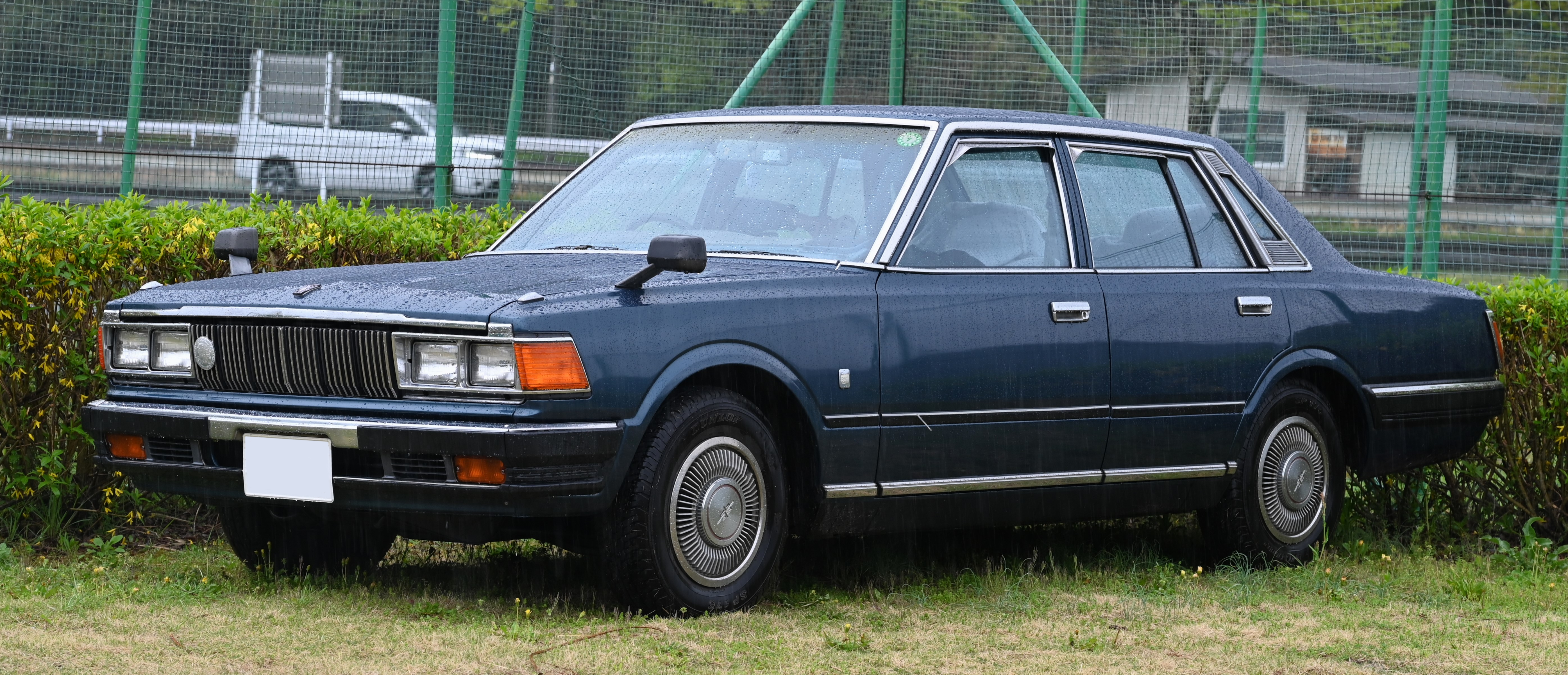
430型 日産セドリックセダン 200E SGLエクストラ 前期型
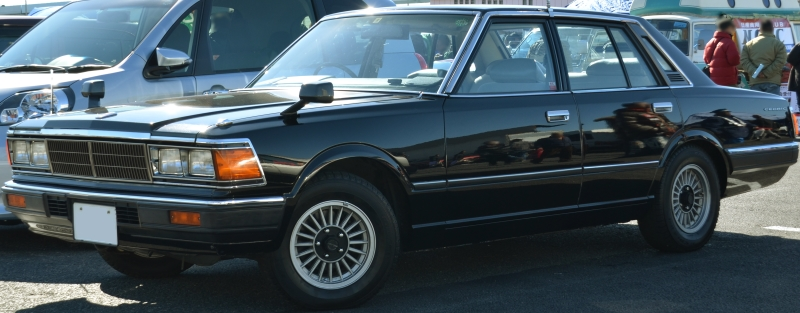
430型 日産セドリックセダン GL 後期型（フロント、社外ホイールを装着。）
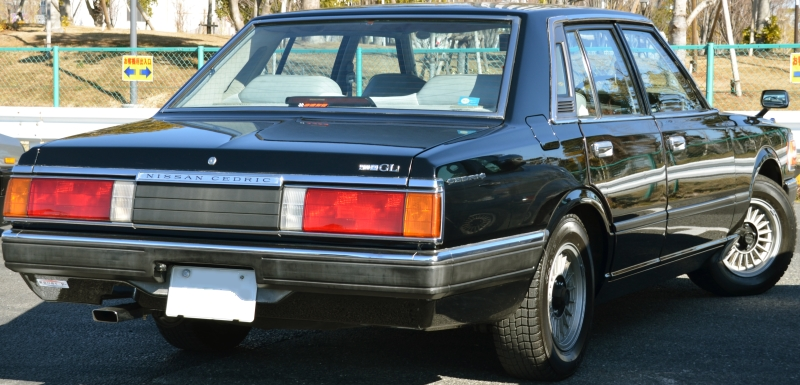
430型 日産セドリックセダン GL 後期型（リア）
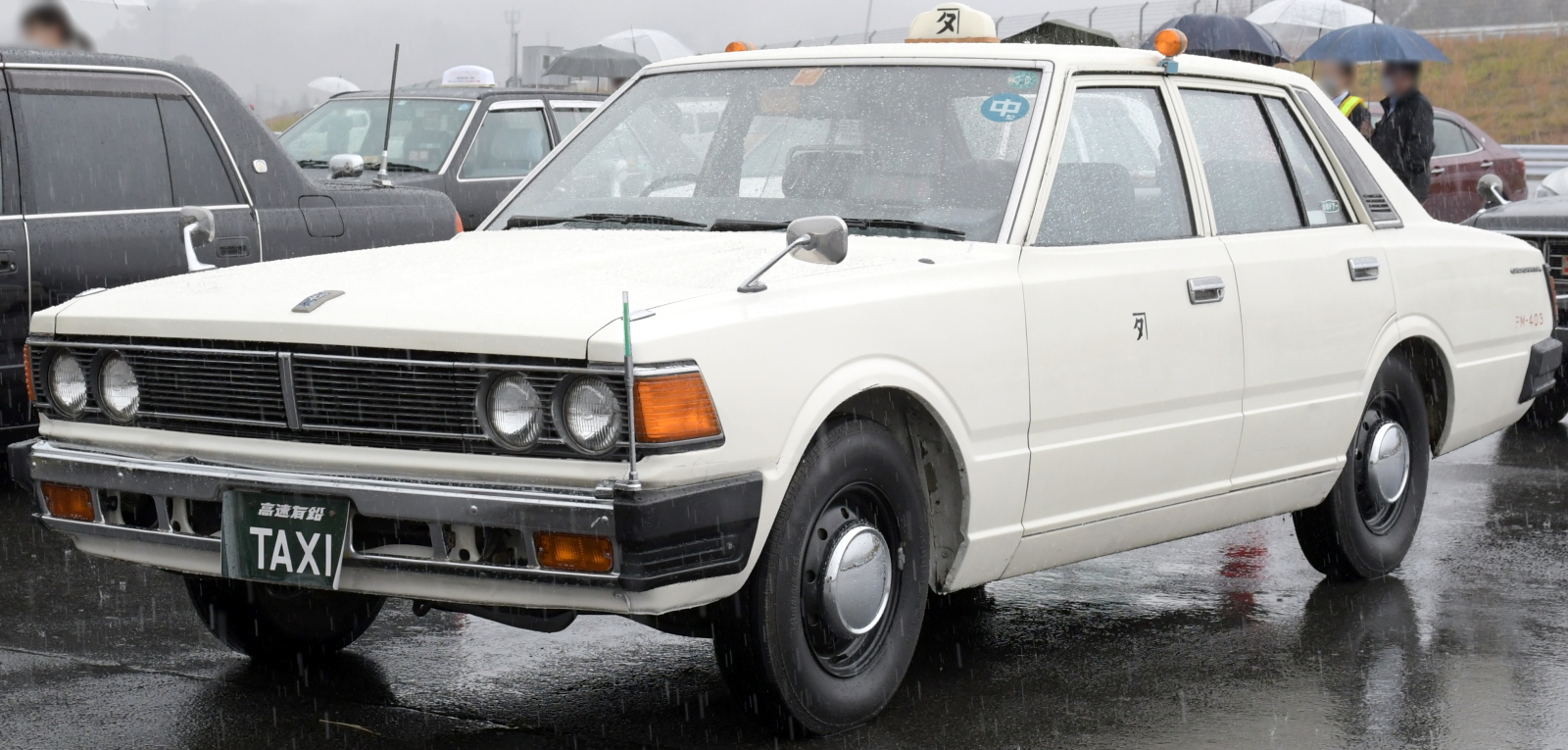
430型 日産グロリア営業車 スタンダード

* 海外仕様

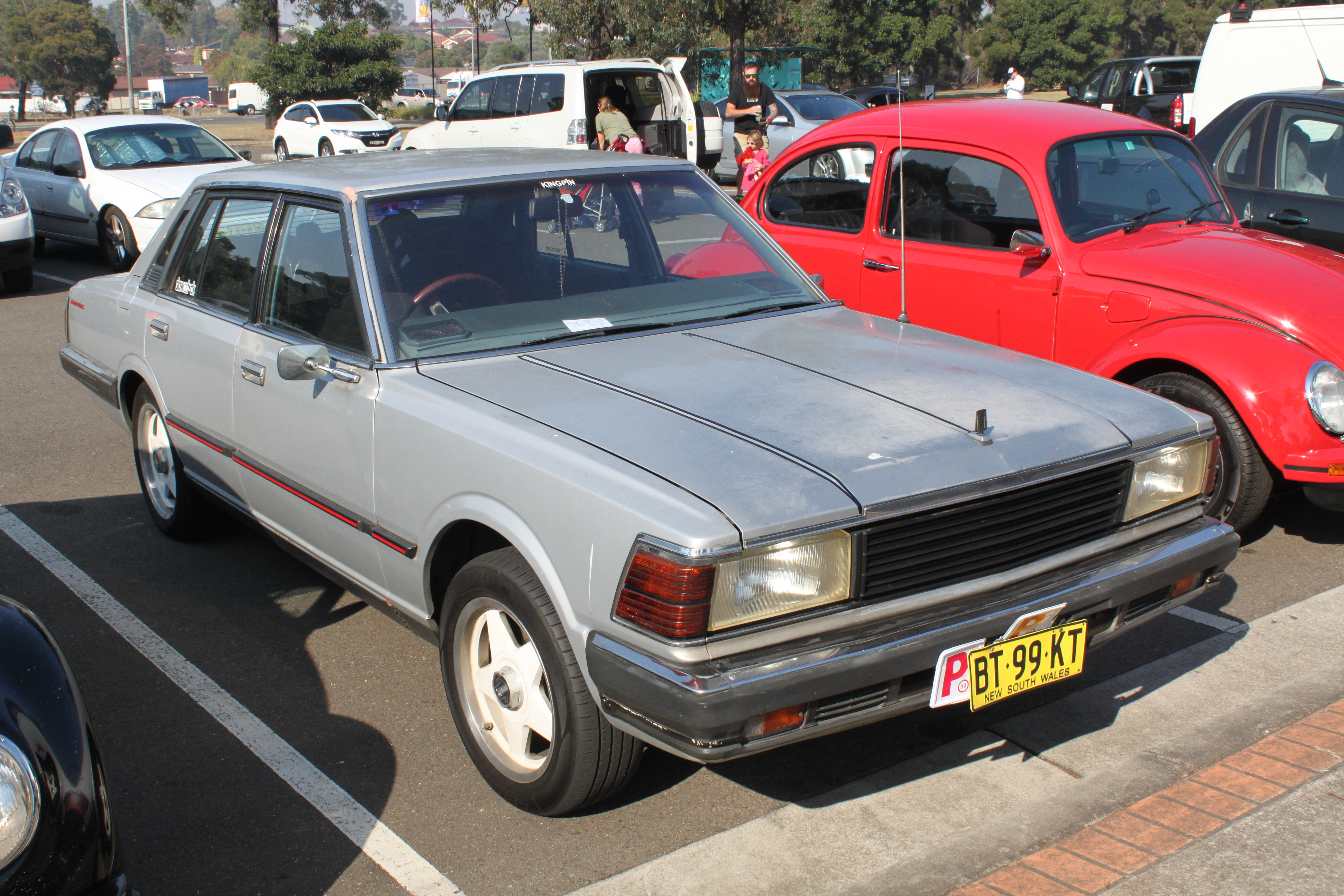
430型 ダットサン280C（豪州仕様）（フロント）
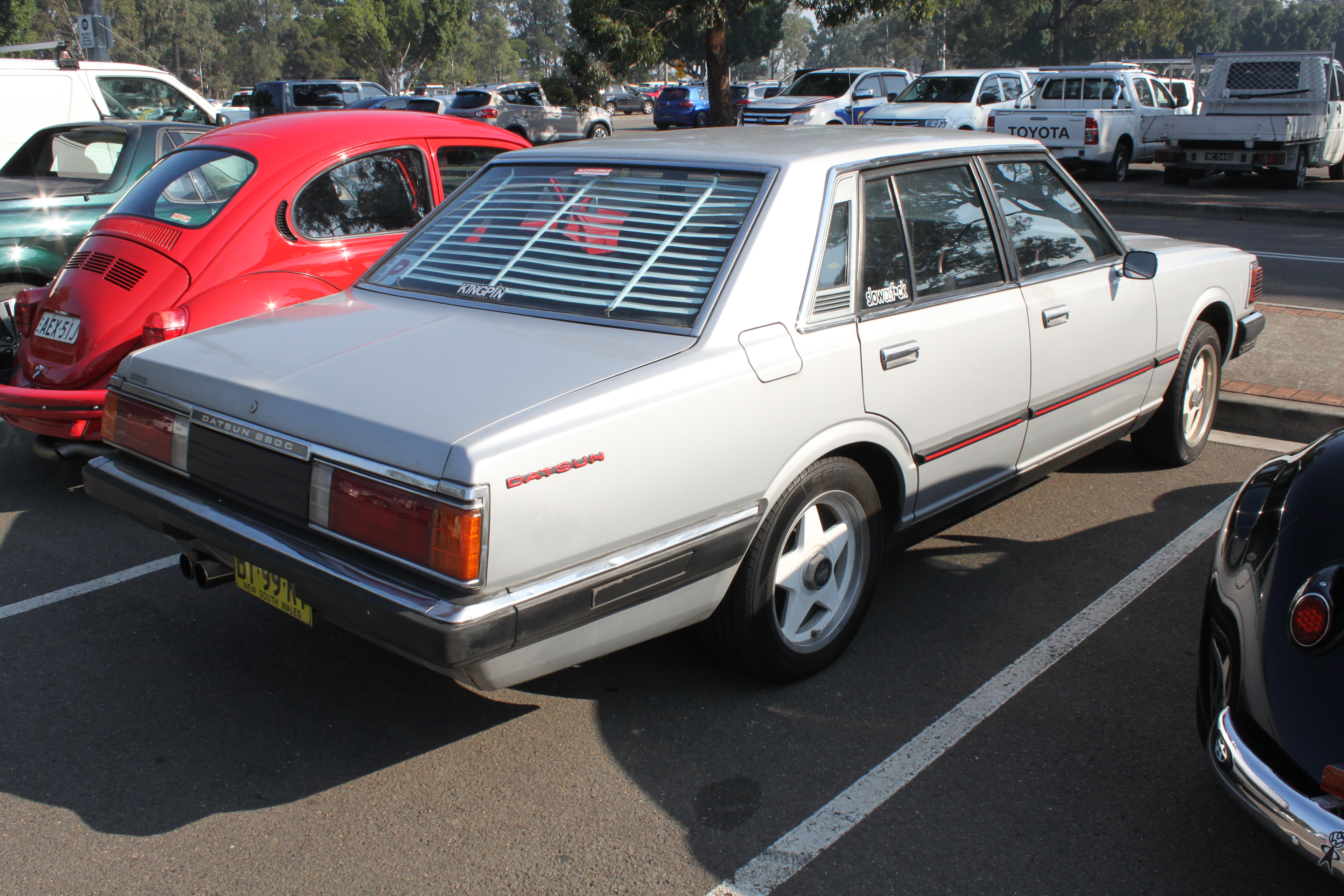
430型 ダットサン280C（豪州仕様）（リア）

### 6代目/7代目 Y30型系（1983年 - 1987年）
- 1983年6月22日 - Y30型セドリック/グロリア発売。
  - 直列6気筒のL型エンジンに代わりV型6気筒のVGエンジンを搭載（6気筒LPG仕様は1987年までL20を継続　型式はE-MY30）。
  - スタンダードのみ丸目4灯ヘッドランプを採用する。エンジンはLPG（CA20P)、ガソリン(CA20S）、ディーゼル(LD28）の3種類である。
  - Y30のタクシー用インパネはY31営業車でもほぼ共通のものが使用されていた。
  - ディーゼル車は、直列6気筒のLD28（2.8L、ディーゼルなので5ナンバー）が引き続き使用される。
  - 輸出用はCA20S/SD23(STD)、VG30S/E(SGLまたはブロアム）となっていた。
  - これまでの「DATSUN220C/240C/260C」から正式に「日産・セドリック(NISSAN-CEDRIC)」となり国内外とともに名乗るようになった。
- 1984年1月9日 - VG30E搭載車に最高級グレードのV30EブロアムVIP追加。3リッター車のみだったカラードバンパーをV20E GL以上に拡大採用。
- 1984年6月18日 - VG30ETエンジン追加。最上級グレードがV30ターボブロアムVIPに移行。ターボブロアムを追加。
- 1985年6月18日 - 後期型にマイナーチェンジ。
  - ディーゼルエンジンは、それまでのLD28に代わり、RBエンジンをベースにしたRD28が登場する。
  - VG20ETエンジン搭載車がジェットターボの採用で170ps→180psに向上。
  - スタンダードを除きヘッドランプ・リアコンビランプのデザインを変更しコーナリングランプを装備。
  - GL・カスタムデラックス・デラックスのホイールカバーをハードトップ GLと同一の物に変更。
  - LPG車には最高級グレードのSGLを追加。
  - トランクリッドの「NISSAN」マークが左から右に移動した。
  - VG30ET、VG30E、VG20ETエンジン搭載車にタコメーターを装備した。
  - 海外輸出でもマイナーチェンジがあり、ASEAN諸国市場用STDでは従来のSD23からTD25へスワップ(L4に変化なし)。中南米では、組み立て工場があるメキシコ(当時はアグアスカリエンテスのみ)では、このセダンをベースとしたパトカーを採用したのがこの期のもので、日本でのブロアム・ジェットターボに相当するグレードであった(搭載エンジンはVG30ETでフェアレディZとほぼ同等クラスであった)。
- 1986年11月5日 - 一部改良。全車にフロント合わせガラス装備、保安基準の改正に伴いリヤ/フロント（コラムシフト車）の座席中央に2点式シートベルトを追加。

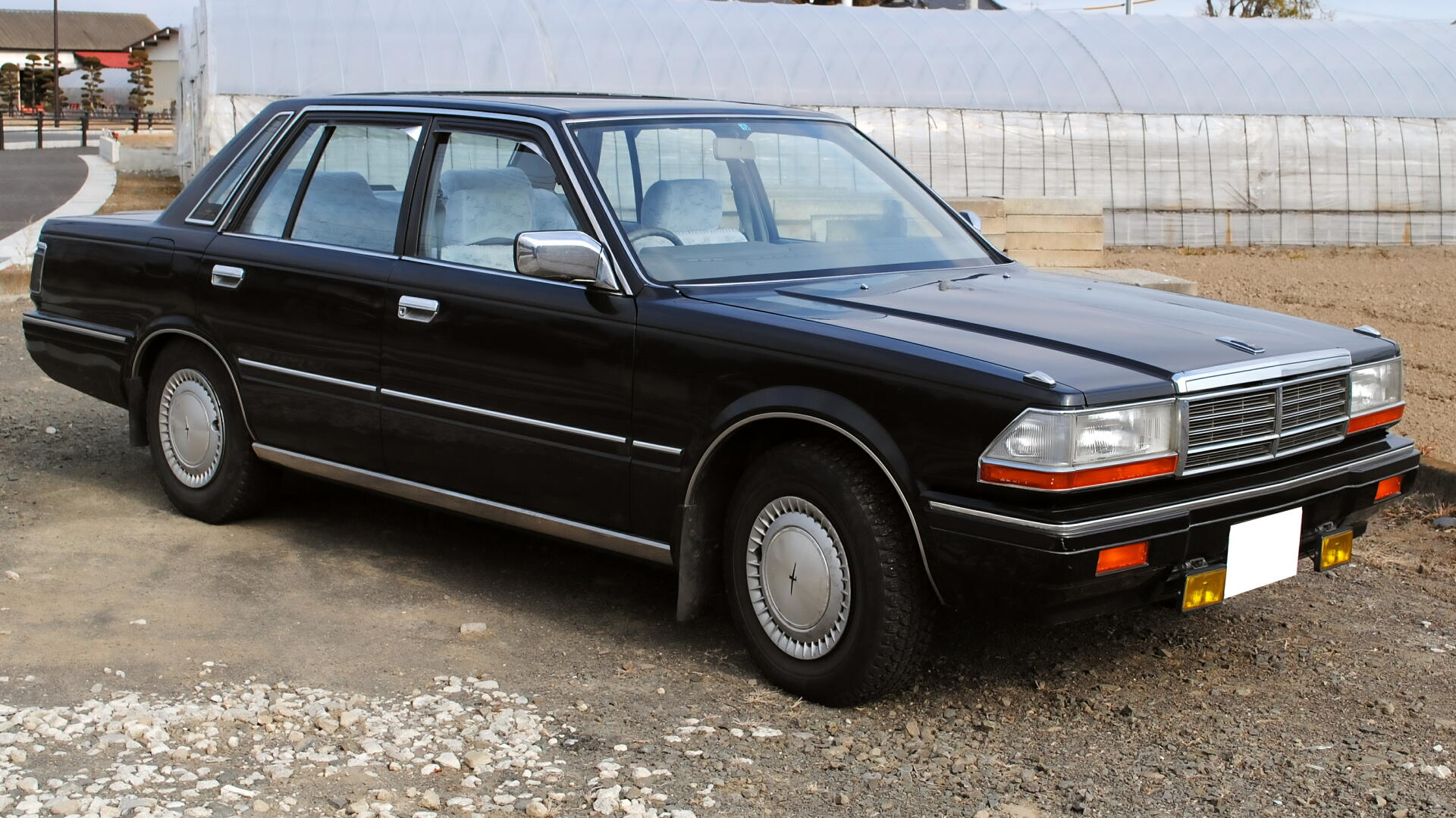
Y30型 日産グロリアセダン GL 後期型（フロント）
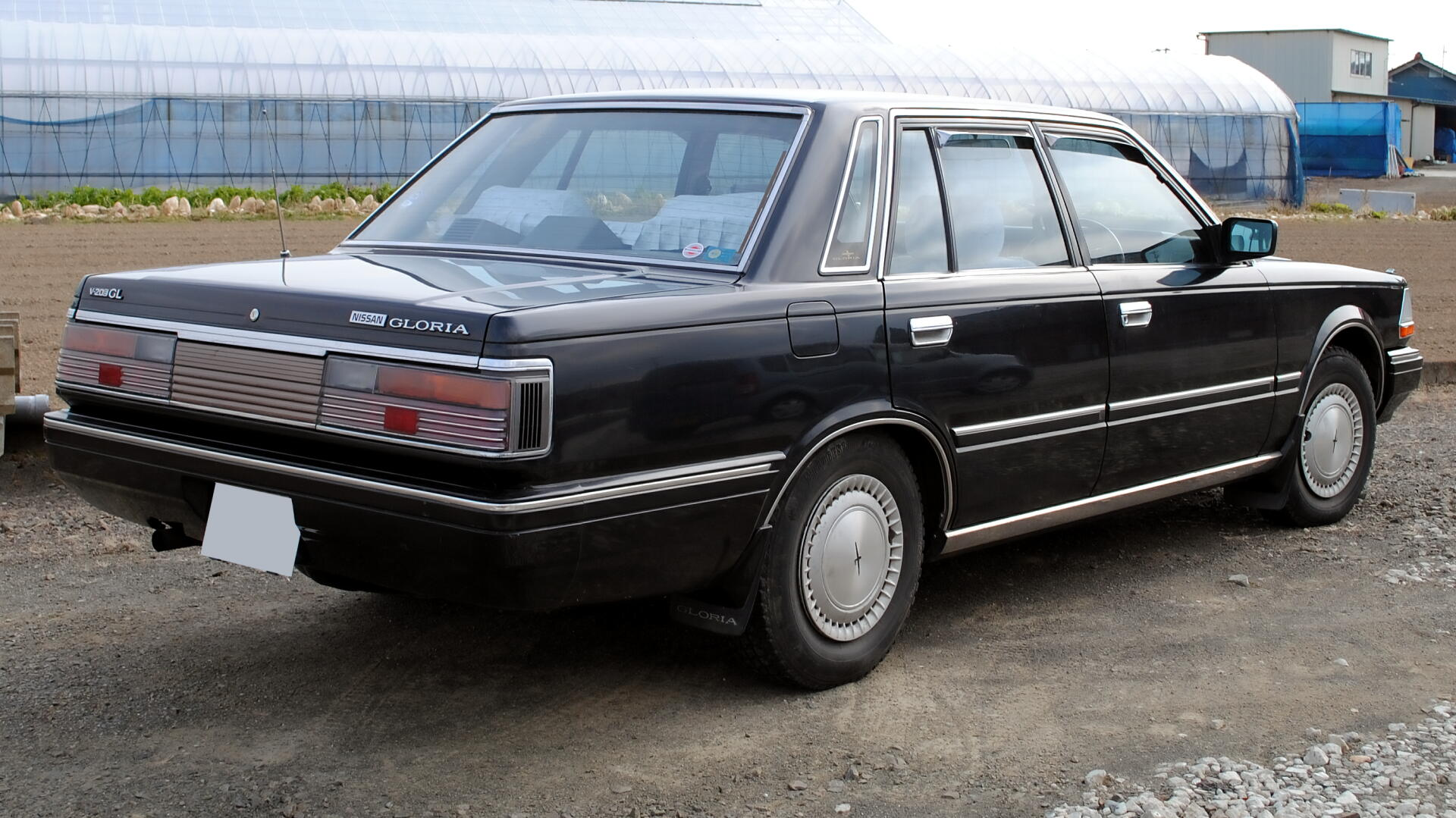
Y30型 日産グロリアセダン GL 後期型（リア）
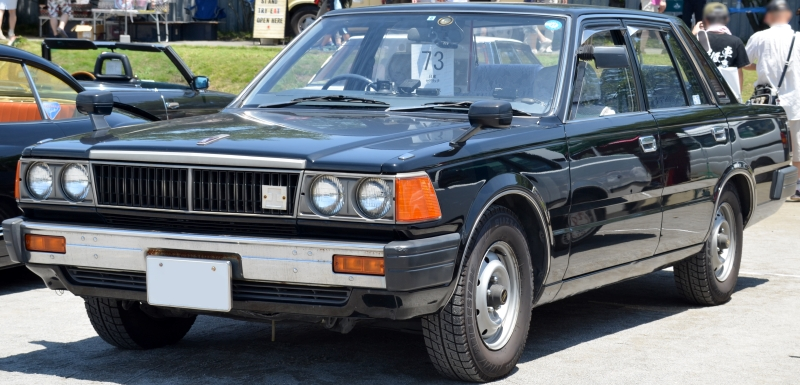
Y30型 日産セドリック スタンダード（日産・セドリック営業車も参照）

* 海外仕様

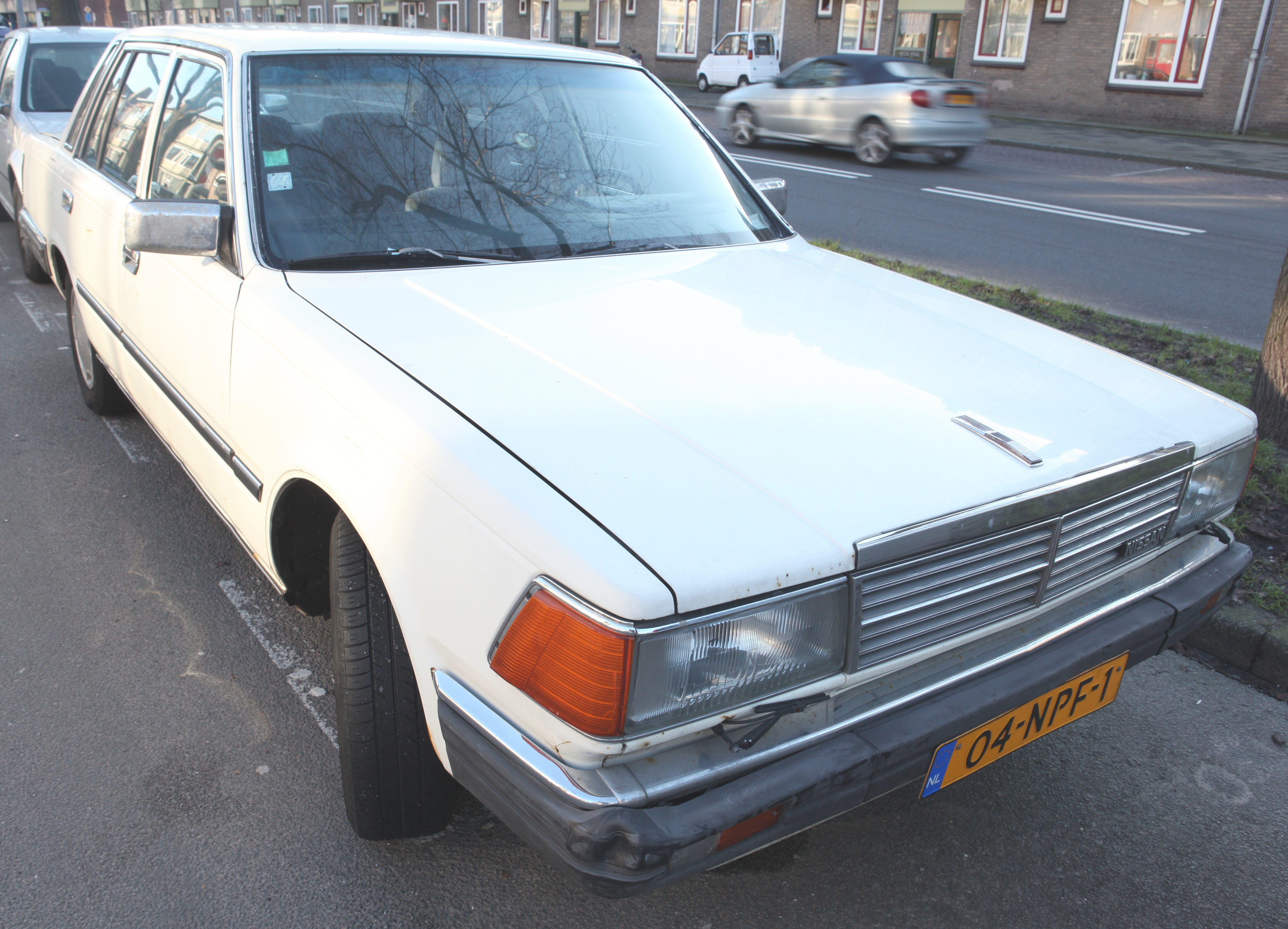
Y30型 日産セドリックセダン オランダ仕様（フロント）。欧州仕様のセドリック(セダン/ワゴン)にはヘッドランプワイパーが装備されていた。
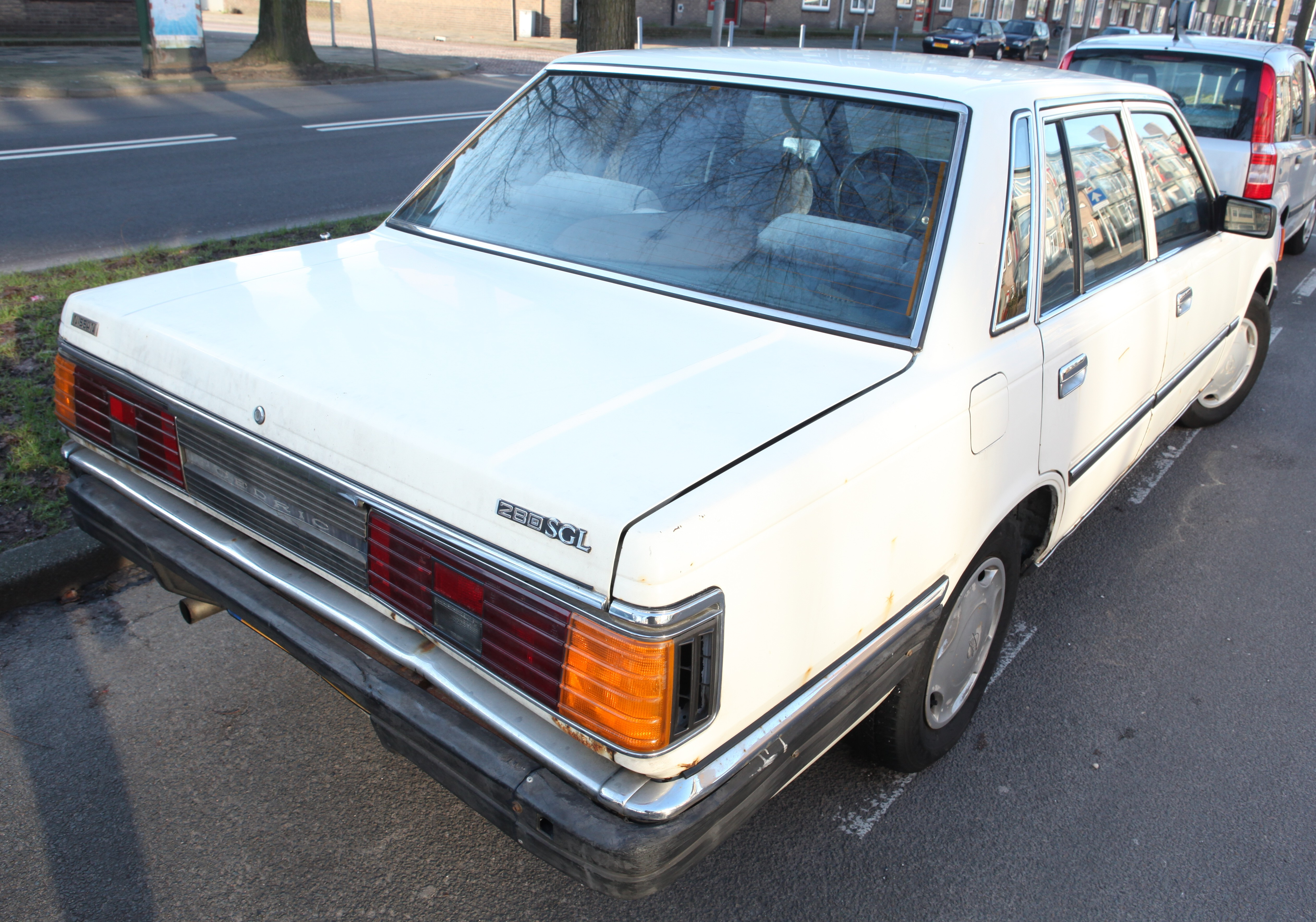
Y30型 日産セドリックセダン オランダ仕様（リア）
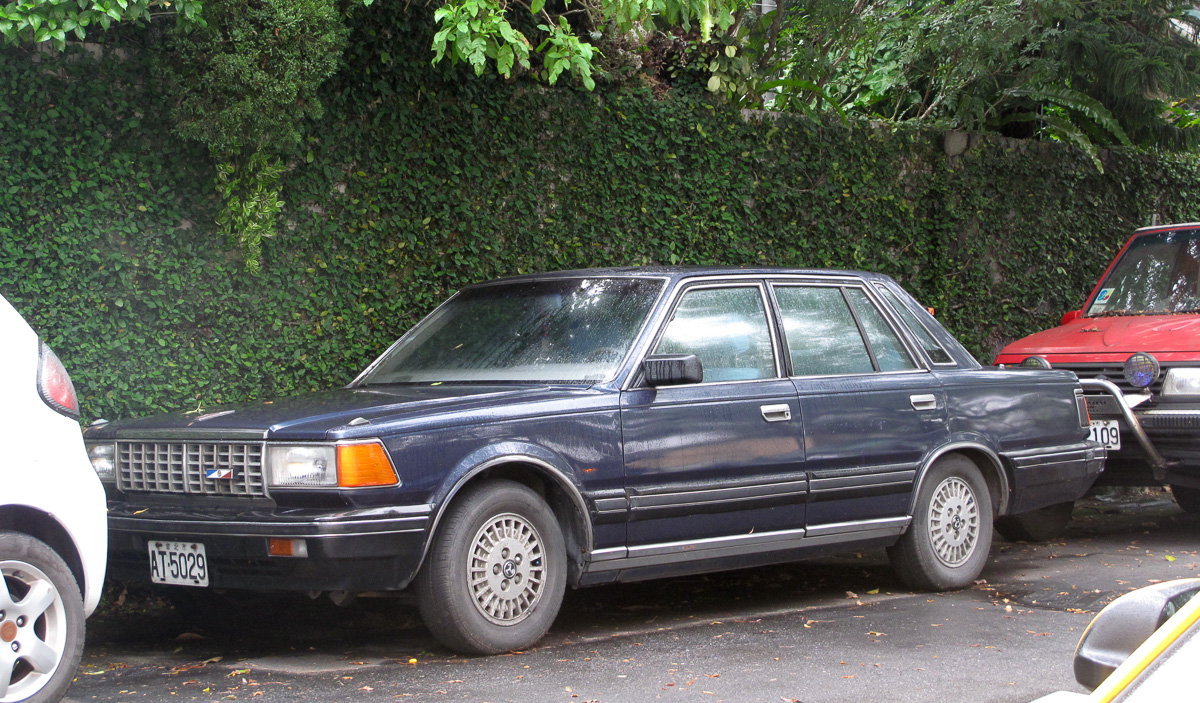
Y30型 日産セドリックセダン 台湾現地生産車 (裕隆汽車)（フロント）
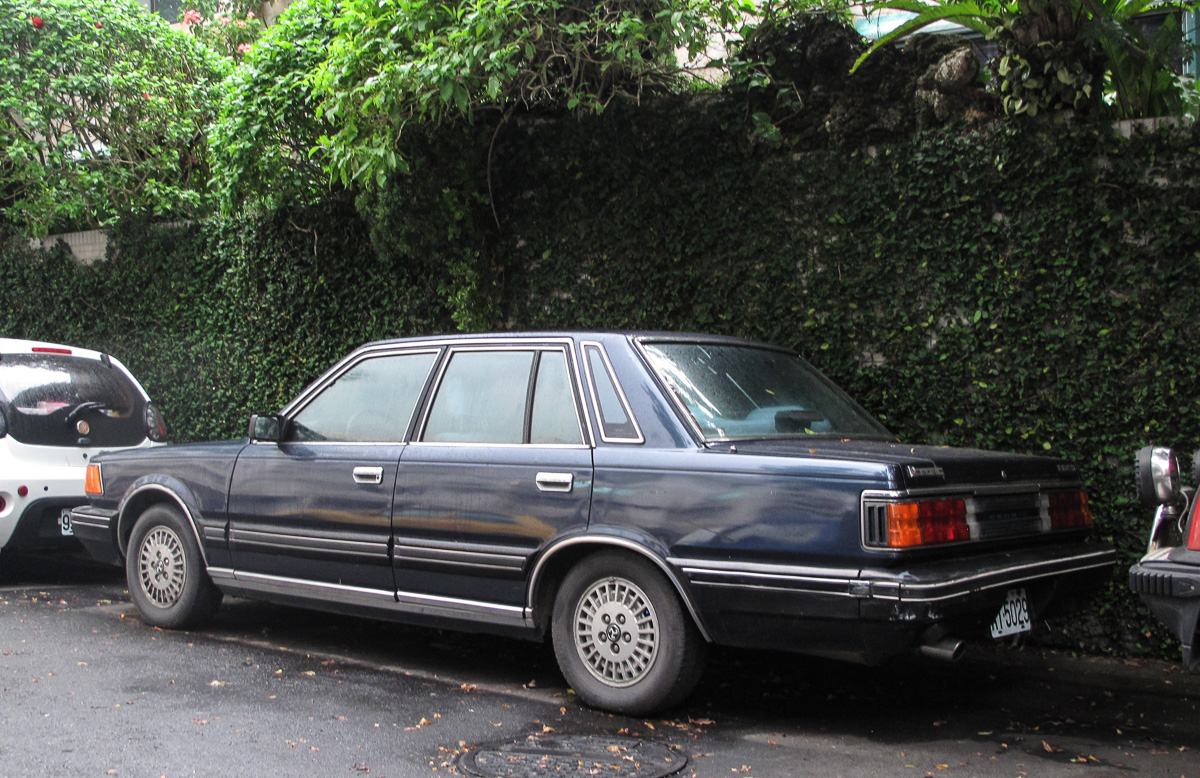
Y30型 日産セドリックセダン 台湾現地生産車（リア）

### 7代目/8代目 Y31型系（1987年 - 2002年）
- 1987年6月17日 - Y31型セドリック/グロリア発売[2]。
  - VG20E、RD28（スーパーカスタムを除く）エンジン搭載車にも、タコメーターが装備された。直列4気筒ガソリンのCA20S廃止。
  - ブロアムより下のグレード名称が変更される[注釈 1]。
  - 営業車のスチールメッキバンパーが樹脂に変更される。
  - 前期オリジナル（営業車）のみ丸目4灯ヘッドライトを採用する。
  - オーテックジャパン製作のストレッチリムジンロイヤルリムジンが登場した。ロイヤルセレクションⅠ・ロイヤルセレクションⅡ（センターパーテーション付）・ロイヤルセレクションⅢ（センターパーテーション付・後席セパレートシート）。価格は約1000～1500万円。セダンのコラムマニュアル車は営業車のみとなった。
  - このモデルより、営業車を除くモデルが4輪独立懸架（ストラット＋セミトレーリングアーム）になり、操縦安定性が向上しグランツーリスモと呼ばれるグレードも設定された。フロアAT車のパーキングブレーキが足踏み式になった。
  - 海外輸出も欧州を除いて東南アジア・中東へ向けられた。
  - ハードトップと区別するためにSY31と呼ぶことが多い。
- 1987年9月17日 - VG20Eエンジン車にブロアムを追加[3]。
- 1988年6月17日 - VG20DETエンジン車にグランツーリスモSV、RD28スーパーカスタム・コラムATを追加。AT車にシフトロックシステム採用[4]。
- 1989年6月14日 - マイナーチェンジ[5]。
  - フロントグリル、リヤテールランプのデザイン変更。
  - VG20DET型にインタークーラーを装着し、ハイオク化と共に185psから210psに向上。
  - 電子制御5速オートマチックも登場。
  - VG20DET車ブロアムを3ナンバー化。
  - オーテックジャパン製作でボディを150mmの延長の150Lが追加された。
- 1990年8月27日 - VG20DET車ブロアムに5ナンバー車復活、クラシックを中心にフルオートエアコン、リヤオーディオコントロールユニット等を標準装備化。
- 1991年6月19日 - セドリックセダンおよびグロリアセダンをビッグマイナーチェンジ[6]。
  - 外見が大幅に変更され、Cピラー部にあったオペラウインドウが廃止された。
  - グランツーリスモ系、ターボエンジン及び5速ATは廃止され、スーパーカスタムにもタコメーターを装備。
  - VG20E車ブロアムに3ナンバー車を追加。
  - 日産車体の製造になる。
  - セドリック/グロリアのハードトップはY32型にフルモデルチェンジ。
- 1992年10月20日 - 法人、官公庁向けに改造電気自動車を発売[7]。クラシックをベースに走行用鉛バッテリーとヒートポンプ式エアコンを搭載し、軽量化のためアルミホイールが装備された。
- 1993年6月3日 - 一部改良[8]。
  - オド/トリップメーターがスピードメーター内下部から中央部へ移動。
  - スーパーカスタムはRD28搭載車が廃止され、VG20EのAT車をフロアシフトに変更。
  - クラシック以上のMT車を廃止。
- 1994年8月25日 - 一部改良[9]。
  - 運転席エアバッグ標準装備（レスオプション設定あり）。
  - クラシック以上のスチールホイール装着車に15インチアルミホイールをオプション設定。
- 1995年8月22日 - セドリックセダン/グロリアセダン、2回目のビッグマイナーチェンジ[10]。
  - 3ナンバー車の外装はグリル、ヘッドランプ、およびバンパーのデザインなどを変更。
  - 5ナンバー車の外装はグリルとテールランプなど変更。ステアリングホイールの形状が変更され、エアバッグ装着車はY33型と共通化。スーパーカスタムG[注釈 2]が追加され、クラシック以上にキーレスエントリーを装備。
  - VG20E車のクラシックSVに3ナンバー車を追加。車体色はダークグリーンメタリックに代わりダークグレーメタリックを設定。
  - ハードトップは6月にY33型にモデルチェンジ。
- 1996年9月27日 - 一部改良[11]。ABS全グレード標準装備化。3ナンバー車の車体色にホワイトパールツートンを設定。
- 1997年3月10日 - 圧縮天然ガス車のCNGVを設定[12]。
- 1998年6月15日 - 一部改良[13]。
  - インパネの形状変更。助手席エアバッグとブレーキアシストを標準装備。
  - ラジオアンテナはガラスプリント化。
  - オプションのAVシステムのモニターを7インチに変更。
  - 車体色はダークグレーメタリックとホワイトパールツートンが廃止され、グレイッシュベージュメタリックを設定。
  - VG30E搭載のブロアム・ブロアムVIPのコラムシフト車を廃止。
- 1999年8月23日 - 一部改良[14]。グロリアセダンを統合。
  - ゾーンボディを採用しガソリン車に前席サイドエアバッグをオプション設定。
  - ディーゼルエンジンがRD28に代わりRD28Eが搭載される。
  - ディーゼル車はブロアム（3No、5No）、クラシックSVが廃止され、クラシックのみとなった。
  - また、海外輸出もタクシー向けに絞られ香港・シンガポールなどを除き乗用モデルは終了となった。
  - ハードトップは同年6月にY34型にモデルチェンジ。
- 2002年8月 - 自家用モデル(ガソリン車)販売終了。間接的な代替車種は既存の初代（G10型）ブルーバードシルフィ（当時）となる。
  - 営業車は排出ガス規制対応を行うことにより継続生産され、4気筒LPG車のみとなった。
  - 最終的に、営業車の販売が終了した2014年12月1日を以って、セドリックは名実共に54年の歴史に幕を閉じることとなる。
  - 自家用向けの生産が終了した2002年以降の歴史については、セドリック営業車の項目を参照。

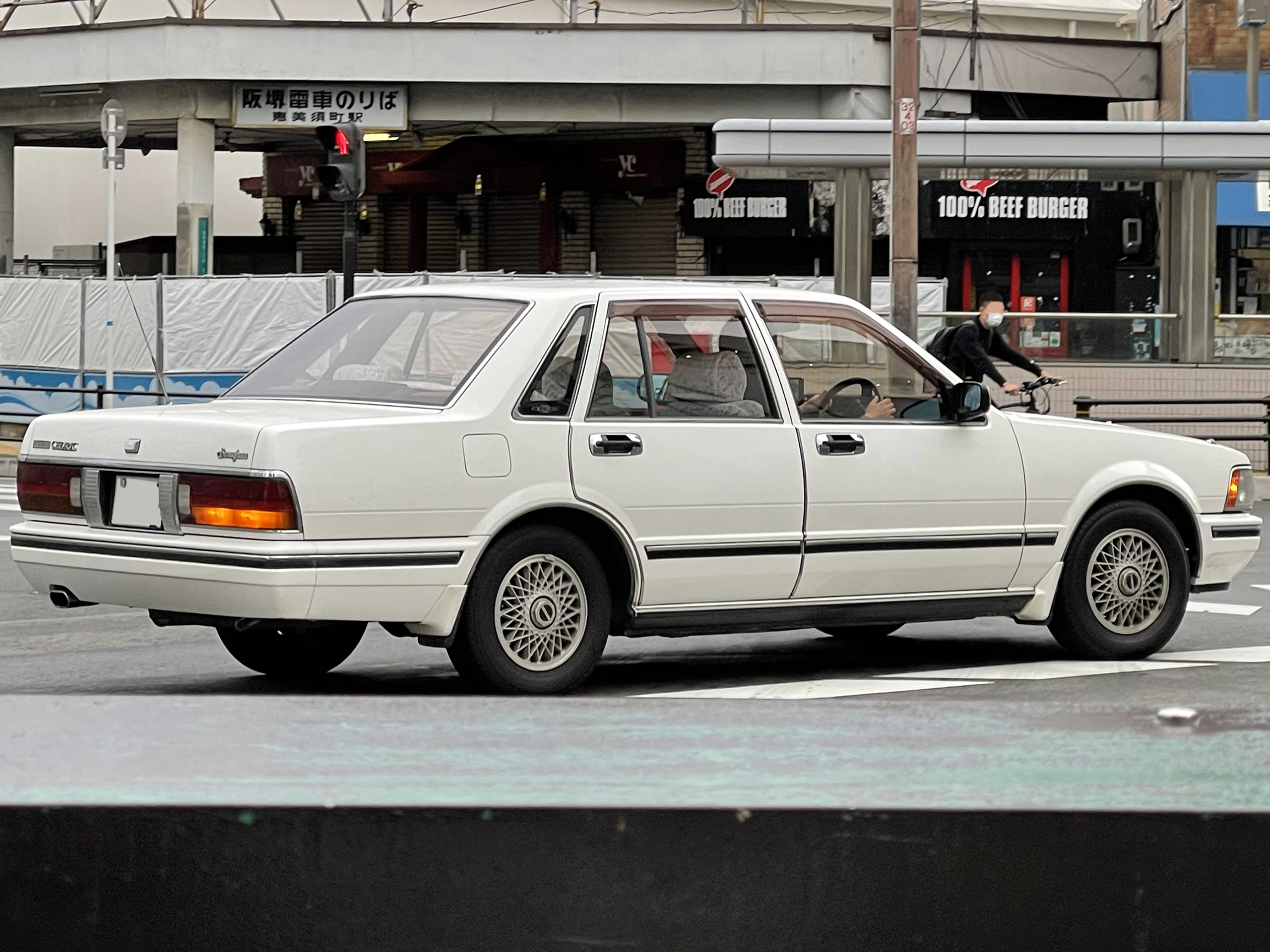
Y31型 日産セドリックセダン V20Eブロアム（1991年のビッグマイナーチェンジ前）
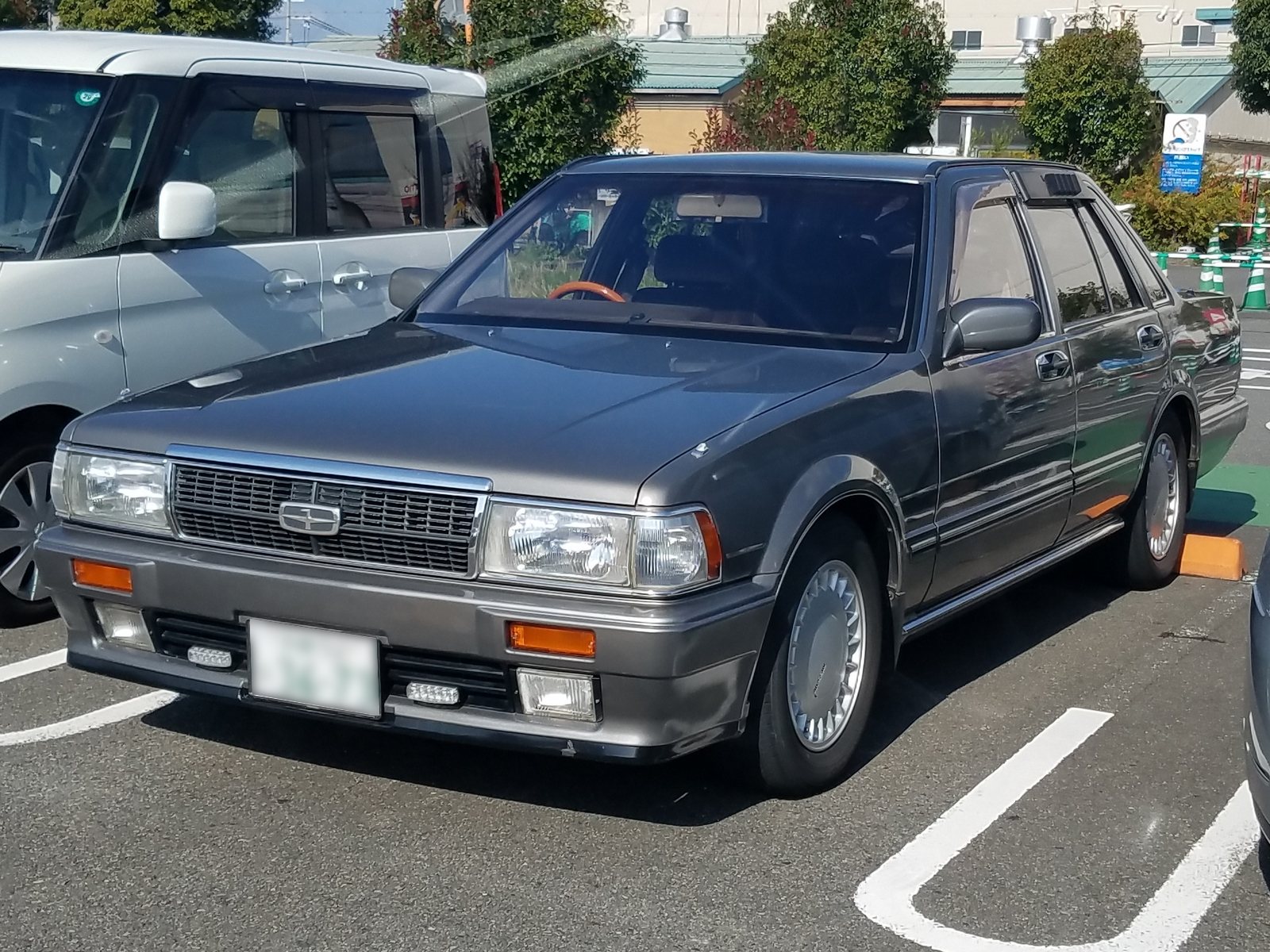
Y31型 日産グロリアセダン グランツーリスモ（1991年のビッグマイナーチェンジ前）（フロント）
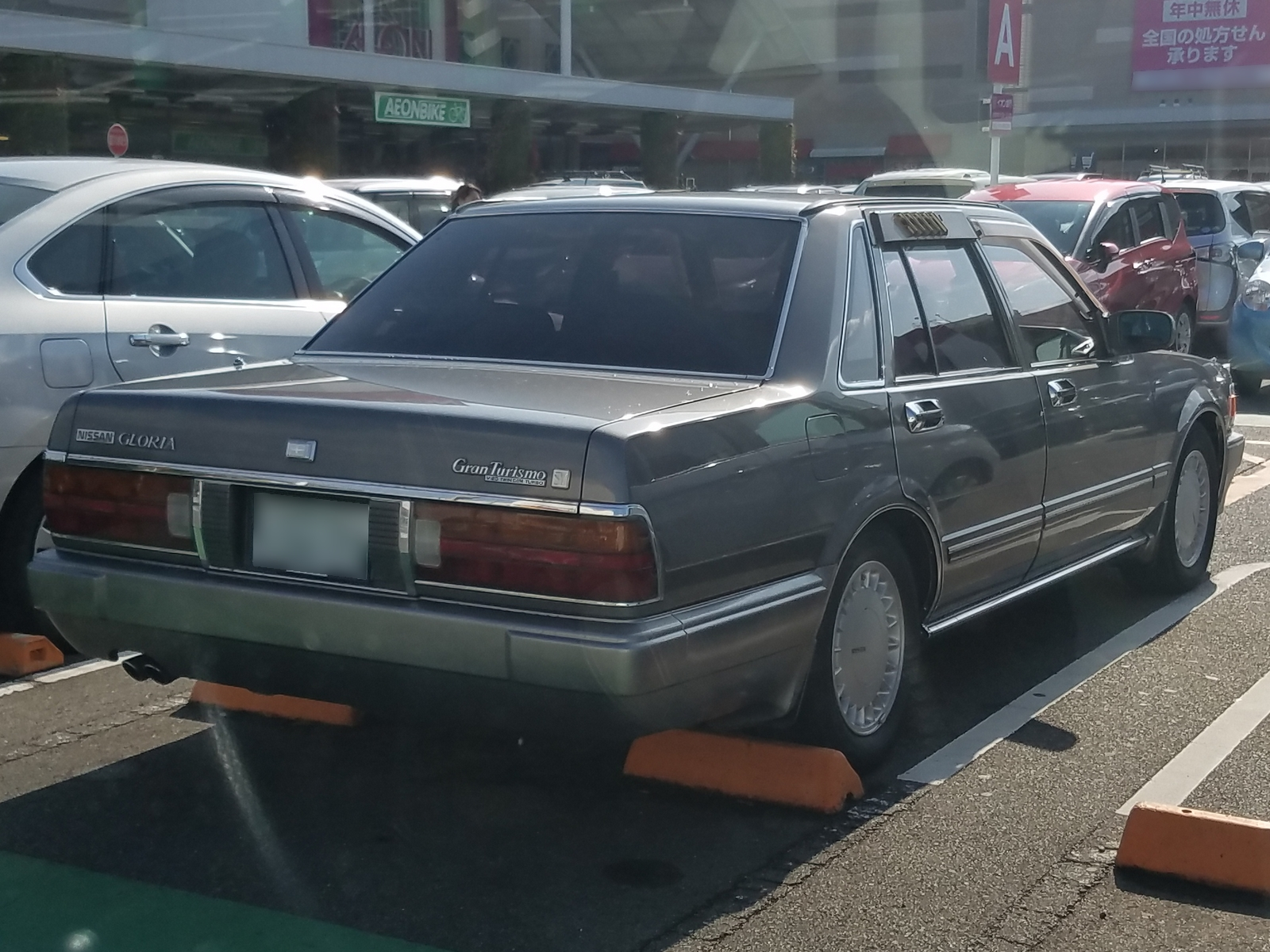
Y31型 日産グロリアセダン グランツーリスモ（1991年のビッグマイナーチェンジ前）（リア）
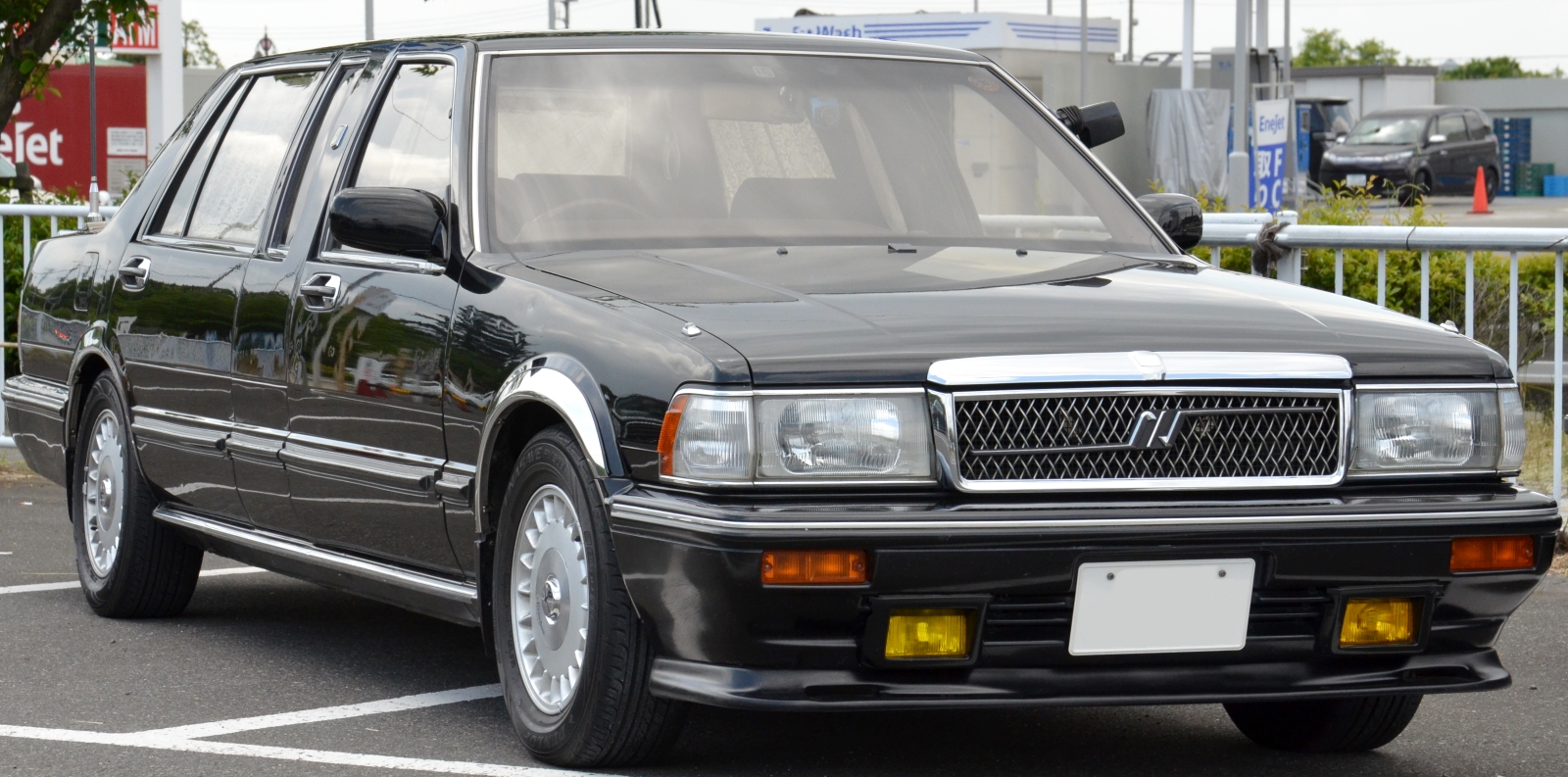
Y31型 日産セドリックセダン ロイヤルリムジン （写真はグロリア）
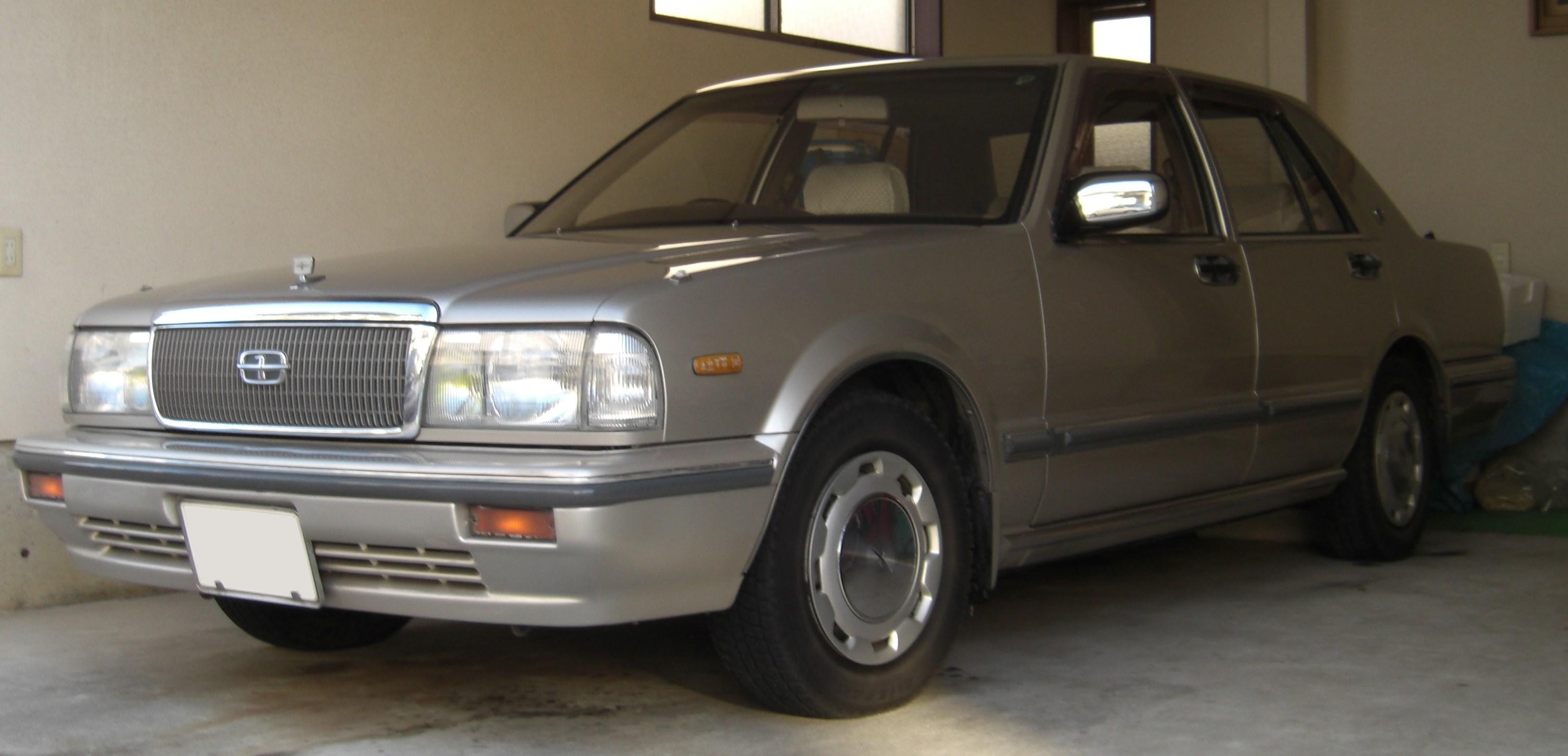
Y31型 日産グロリアセダン V20E クラシックSV 中期型（1991年のビッグマイナーチェンジ後）
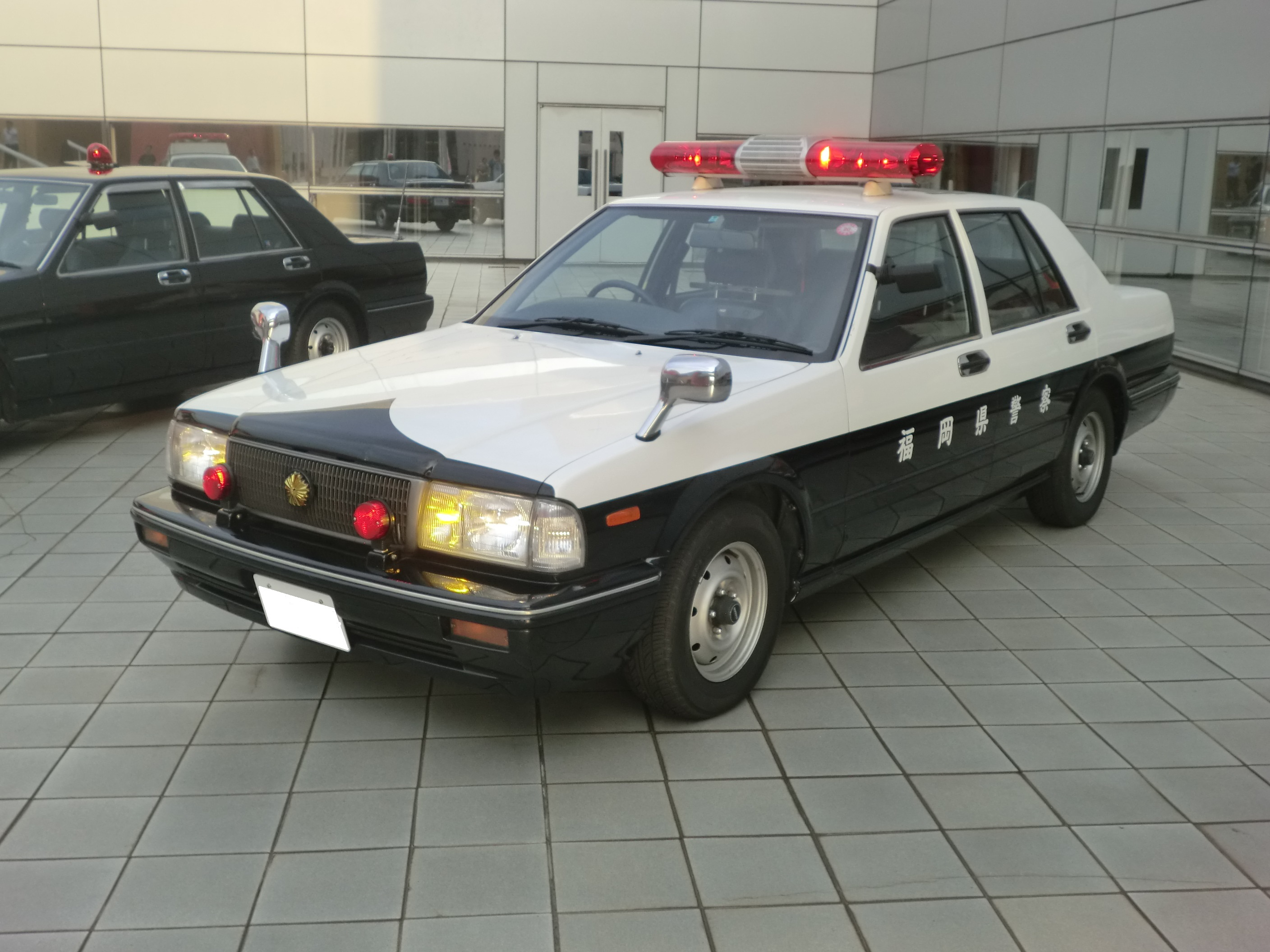
Y31型 日産セドリックセダン V30E ブロアム 中期型（パトカー仕様）
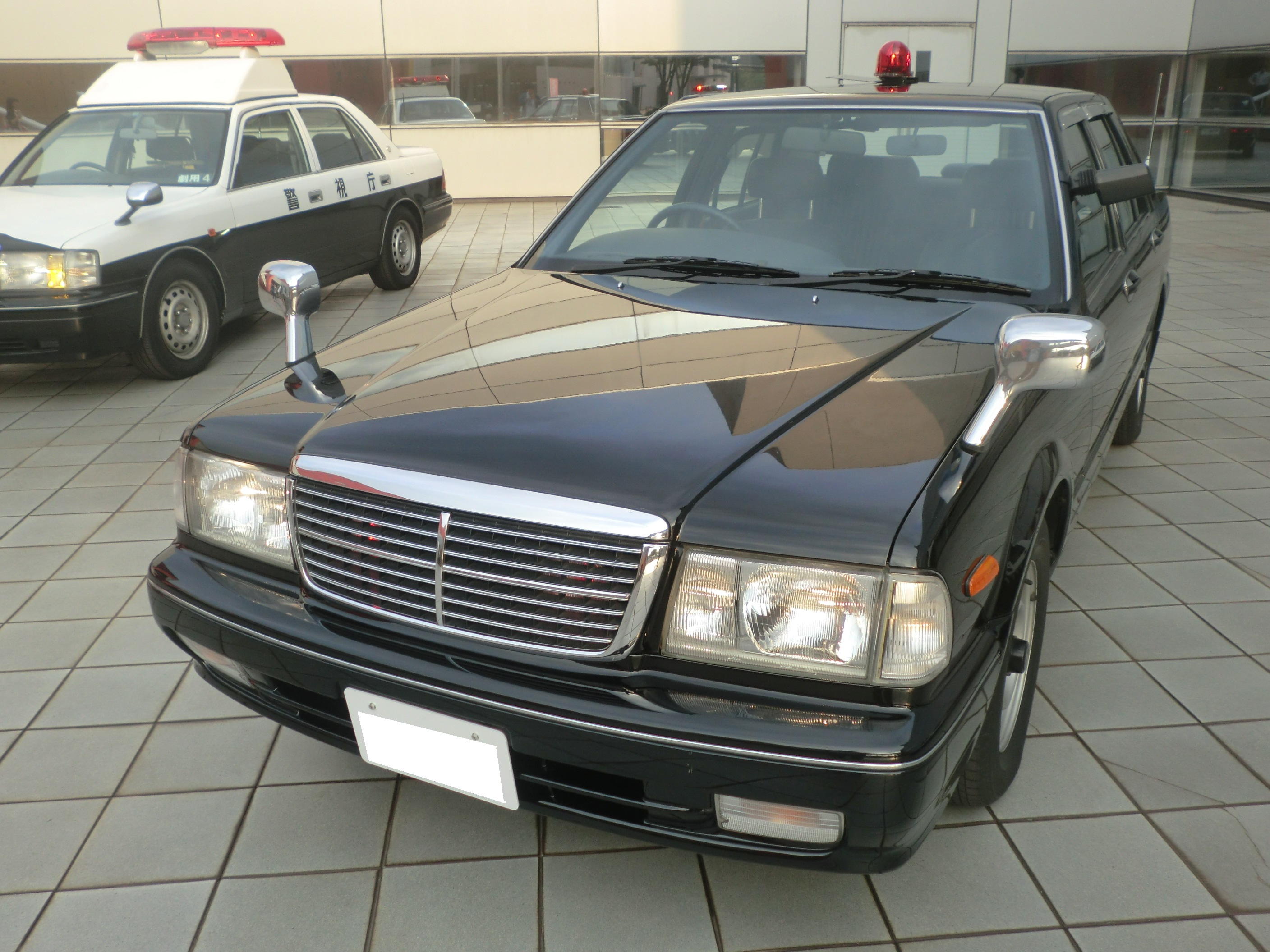
Y31型 日産セドリックセダン V30E ブロアム 後期型（覆面車仕様）
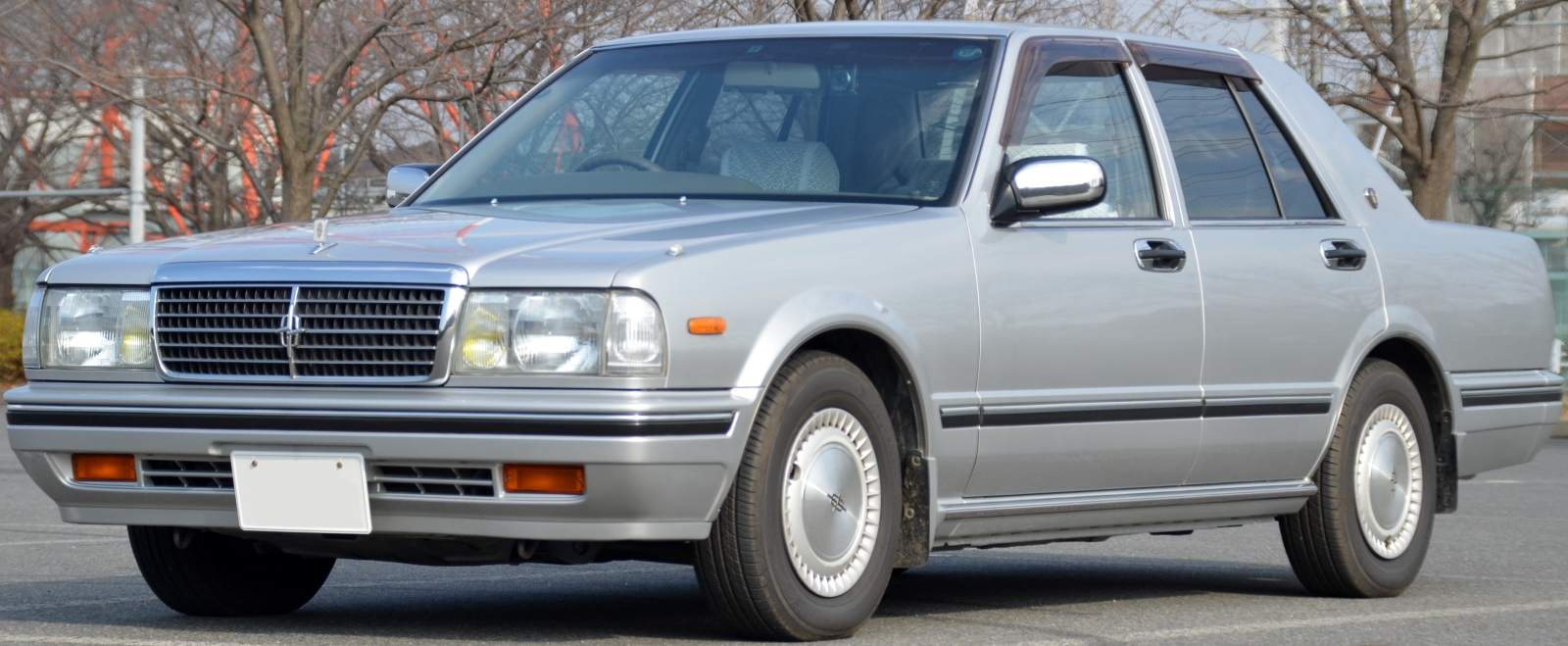
Y31型 日産セドリックセダン 2000ブロアム（5ナンバー車） 後期型
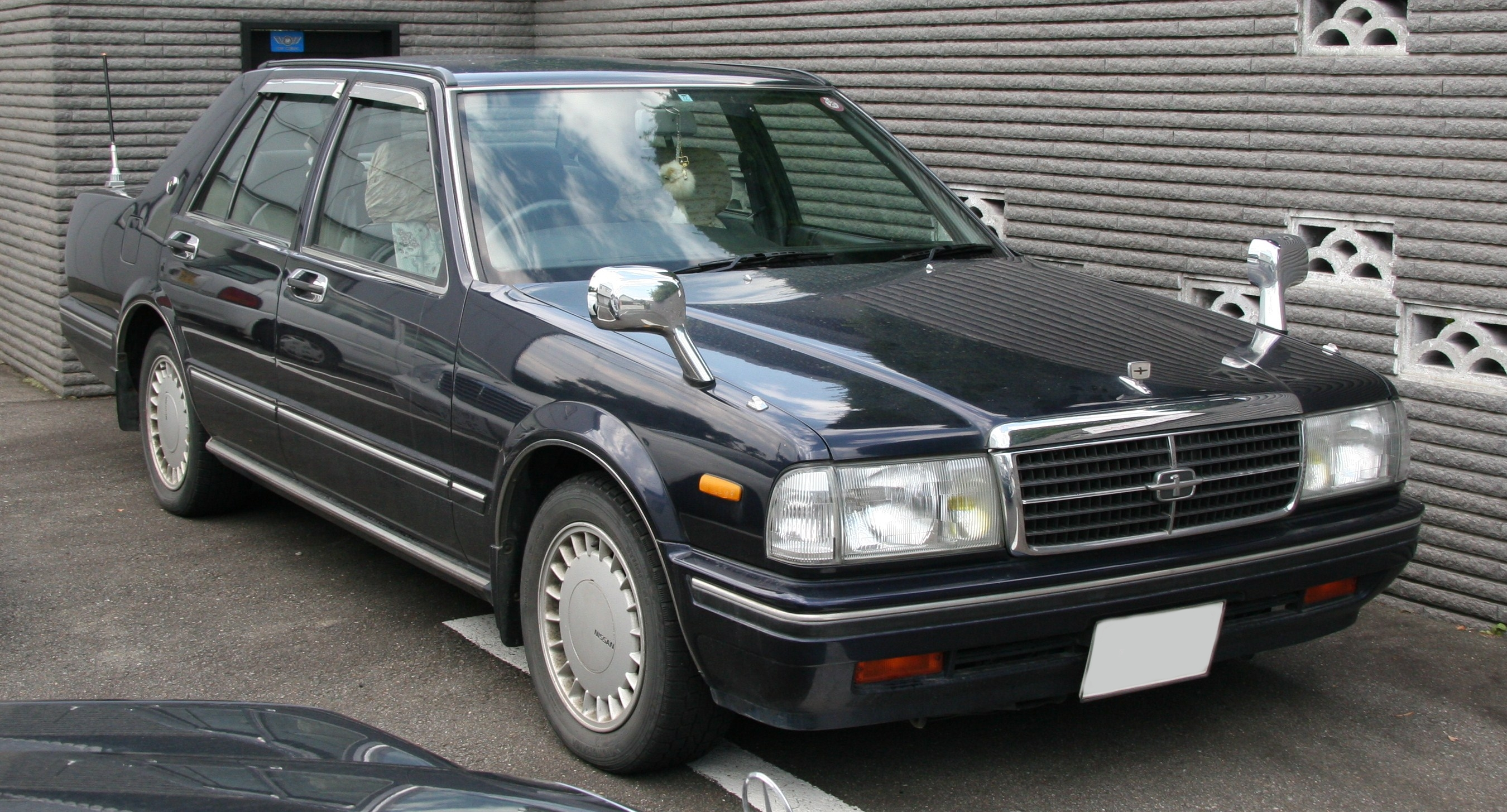
Y31型 日産グロリアセダン V20E クラシック 後期型
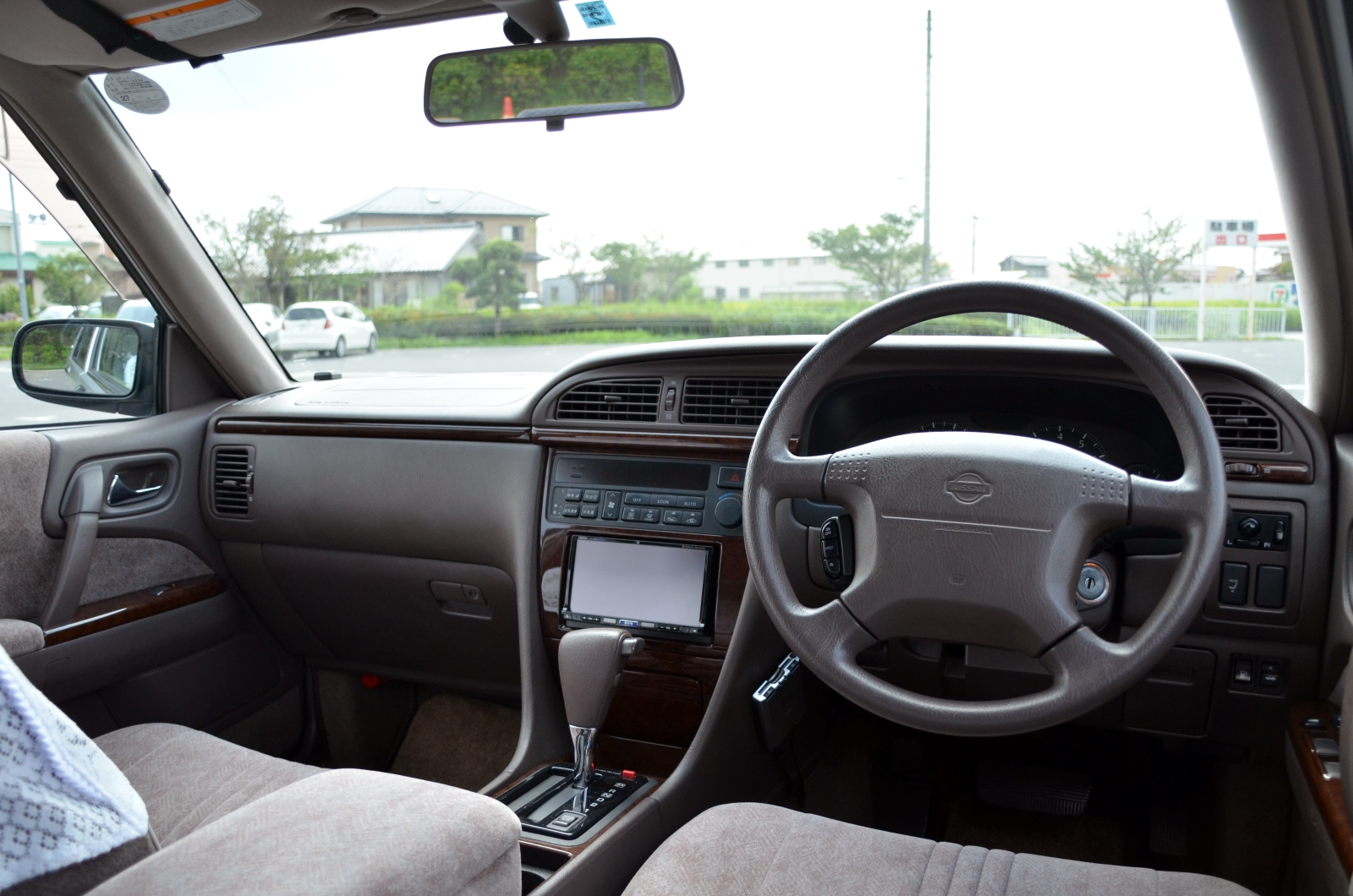
車内 （1998年6月以降）

* 海外仕様

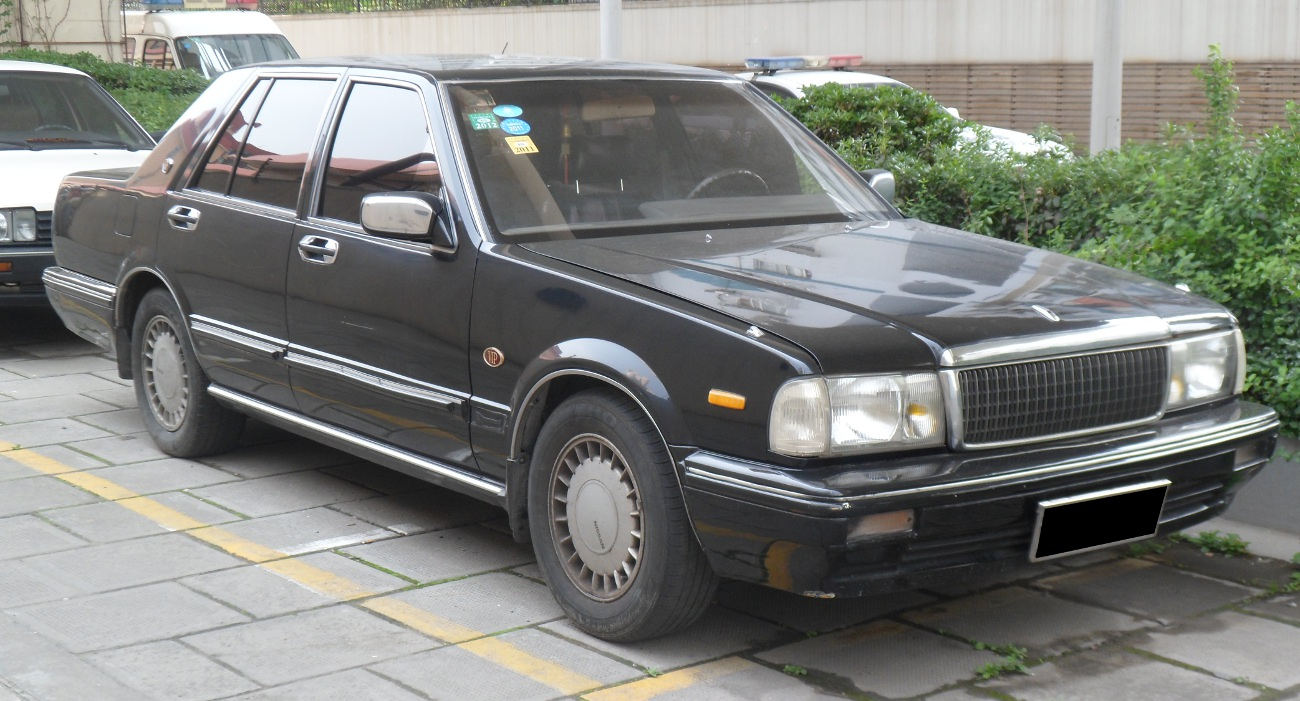
Y31型 日産セドリックセダン V30E ブロアムVIP 中期型 中国仕様（フロント）
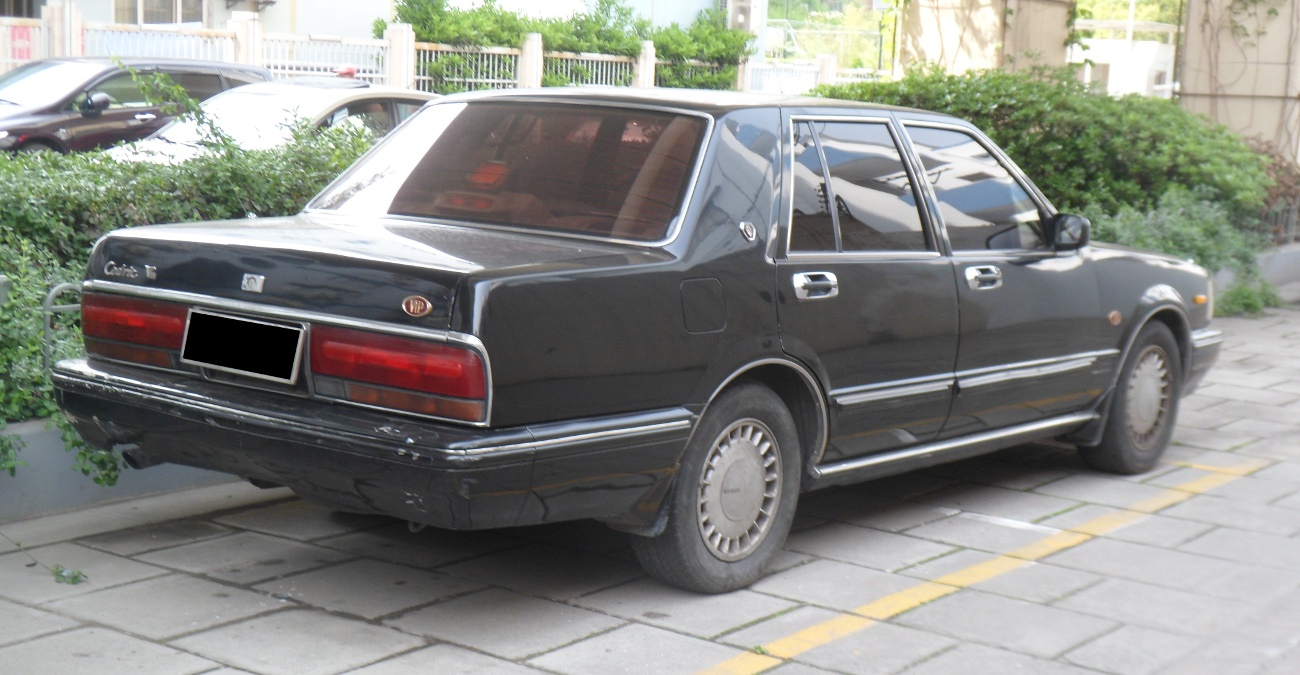
Y31型 日産セドリックセダン V30E ブロアムVIP 中期型 中国仕様（リア）中国のナンバープレートは1992年に新様式に移行し、ナンバープレートの幅が広がった。幅の狭いタイプは用意されないため、セドリックのナンバープレートポケットからナンバーがはみ出している。
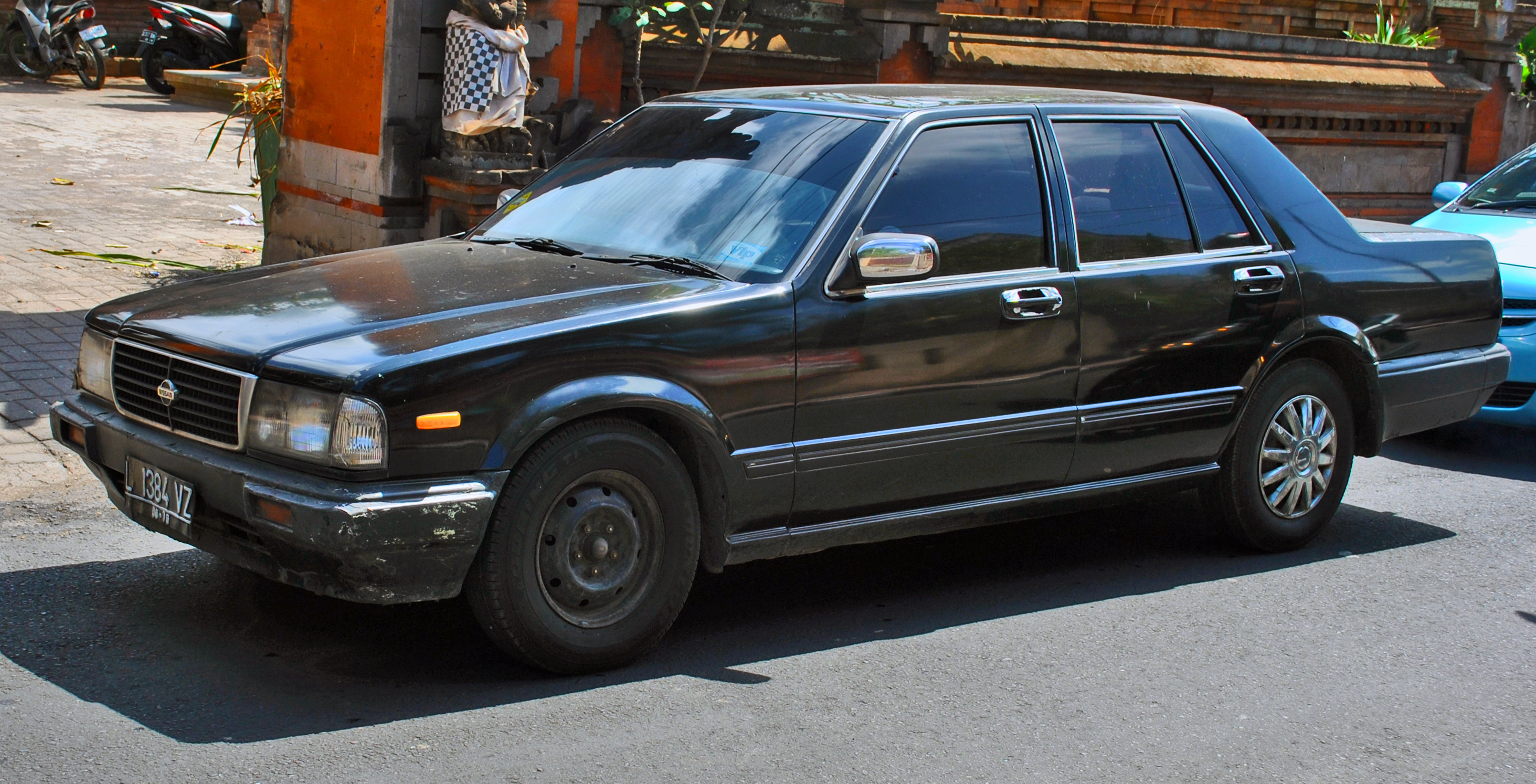
Y31型 日産セドリックセダン インドネシア仕様（ホイールキャップは社外品）

## グレード
230型
- スタンダード
- デラックス
- カスタムデラックス
- スーパーデラックス（前期型のみ、1971年2月〜1972年6月）
- GL
- GX

330型
- スタンダード
- デラックス
- カスタムデラックス
- GL
- GL-E（EGI仕様車追加後）
- SGL（2000は前期型のみ、2800は1978年11月まで）
- SGL-E（EGI仕様車追加後、2800はP332型のみ・1978年11月～1979年6月）
- SGL-Eエクストラ（332型のみ、1978年11月～1979年6月）
- ブロアム（1977年6月発売。後期型）
- パトロール

430型
- スタンダード（LPG車はZ20型4気筒。ガソリン車はL20S型6気筒。SD22型（前期型）/SD20型ディーゼル車もあり。）
- デラックス（LD28型ディーゼル車はVO-6。1979年中に限りSD22型ディーゼル車もあり。ATのみのEGI仕様も前期型にあり）
- カスタムデラックス（ATのみのEGI仕様は前期型にあり）
- GL（LD28型ディーゼル車はVL-6。1979年中に限り430セダン唯一のタコメータ装備のSD22型ディーゼル車もあった。前期型ガソリン車はMTのみのキャブレター仕様あり）
- SGL（後期型はL20E搭載のSGLエクストラがSGLにスイッチされる）
- SGLエクストラ（ディーゼル車はVX-6、後期型はターボエンジンのみ）
- ブロアム
- パトロール

Y30型
- スタンダード(LPG仕様車はCA20P搭載。ガソリン仕様車はCA20S搭載。ディーゼル仕様車は前期がLD28で後期がRBエンジンベースRD28搭載。輸出用に関しては前期がSD23で後期がTD25へアップされている)
- デラックス（営業車でLPG仕様はL20Pを搭載）
- カスタムデラックス
- GL（最終期の1987年1月にGLとエクセレンス（ガソリン/ディーゼル車）が、エクセレンスGに統合される。LPG仕様は87年6月まで）
- エクセレンス（前期型はGLベースの特別仕様車。後期型は1986年1月発売。1987年1月にGLと同様に,エクセレンスGに統合）
- SGL（ターボ車設定有。後期型はLPG車も登場。輸出用はV30E/Sが適用される）
- ブロアム
- ブロアムVIP（1984年1月発売、後期型はターボ車のみへ）
- パトロール(日本仕様のほかにメキシコ向けも存在した。国内向けはスタンダードがベースなのに対しメキシコ仕様はブロアムをベースとしている。またホイールはZ31のを流用した)

Y31型
- オリジナル（LPG営業車のみ、ヘッドランプは1991年6月まで丸型4灯・1991年6月以降はフォグランプ内蔵異型2灯。輸出用もTD27へ変更ののちにNA20Pへ適用）
- カスタム（営業車のみ）
- スーパーカスタム(営業車版)
- スーパーカスタム(自家用版)
- スーパーカスタムG（1995年9月追加。スーパーカスタムをベースに4ドアパワーウインドとマニュアルエアコンを装備）
- クラシック
- クラシックSV
- ブロアム（1991年6月まではターボエンジン車もあり）
- ブロアムVIP Cタイプ（電子制御エアサスペンション非装着）
- ブロアムVIP（1991年6月まではターボエンジン搭載）
- グランツーリスモSV（1988年6月～1991年6月・フォグランプ内蔵のフロントバンパーを装備した）
- VIP（中国市場向けのみで、現地で販売されている米国製高級乗用車にブロアムが存在していたことから混同を避ける目的から。）
- パトロール

## エンジン(Y30)
- CA20P 2000直列4気筒LPG
- L20P 2000直列6気筒LPG
- CA20S 2000直列4気筒ガソリン
- VG20E 2000V型6気筒ガソリン
- VG20ET 2000V型6気筒ガソリン　ターボ
- VG30E 3000V型6気筒ガソリン
- VG30ET 3000V型6気筒ガソリン　ターボ
- LD28 2800直列6気筒ディーゼル
- RD28 2800直列6気筒ディーゼル

輸出用としては以下の系列に適用される
- SD23 2300直列4気筒ディーゼル(前期型のみ)
- TD25 2500直列4気筒ディーゼル(後期型)
- VG30S 3000V型6気筒ガソリン(中東・アフリカ市場向け)
- VG30E 3000V型6気筒ガソリン(アジア・オセアニア・欧州・中南米市場向け)
- VG30ET 3000V型6気筒ガソリン　ターボ(メキシコ市場向けパトロール専用)

## エンジン(Y31)
- CA20P 2000直列4気筒LPG
- NA20P 2000直列4気筒LPG
- RB20P 2000直列6気筒LPG
- VG20P 2000V型6気筒LPG
- VG20E 2000V型6気筒ガソリン

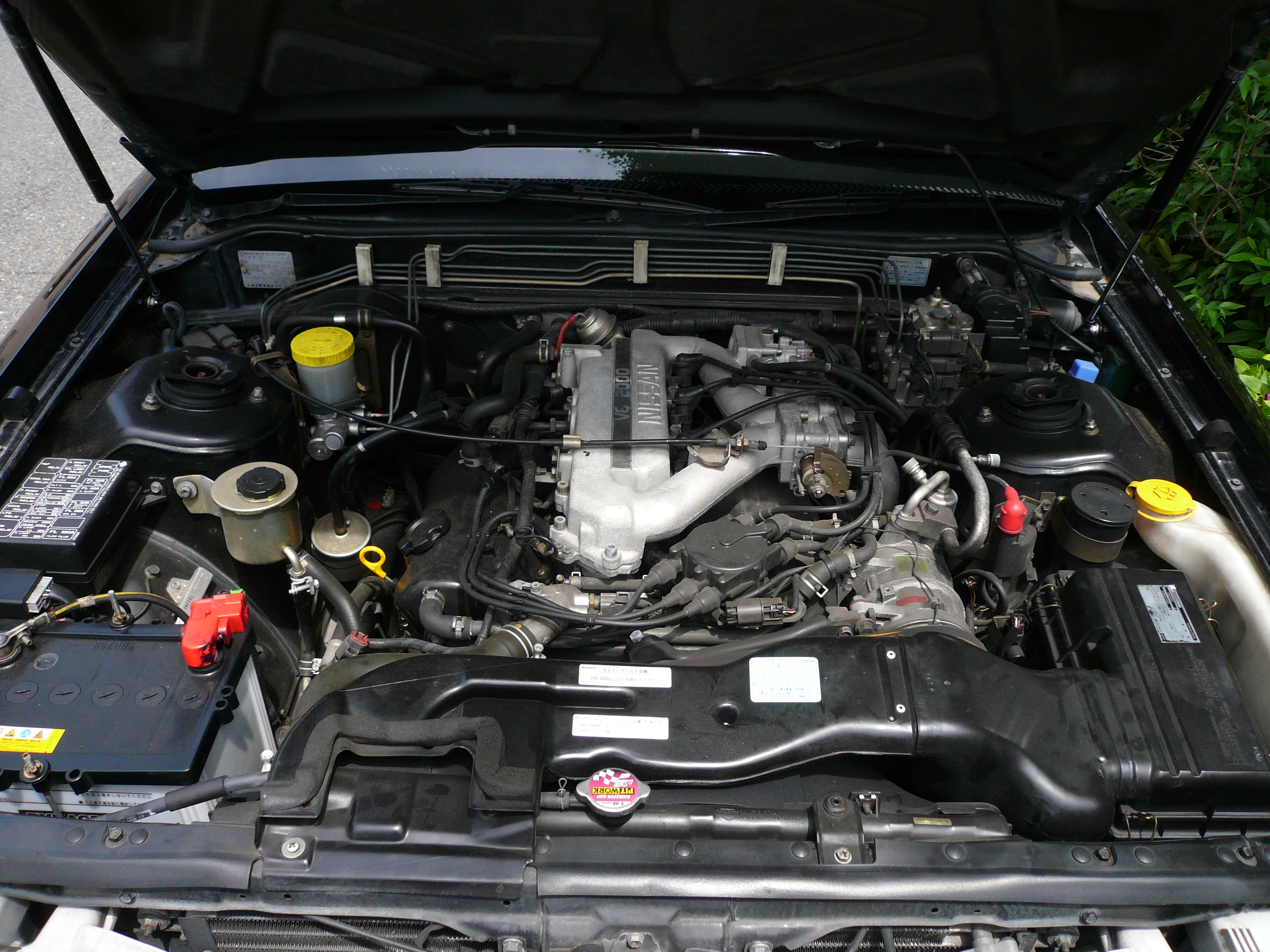
Y31等に搭載されている、VG20E型ガソリンエンジン。

- VG20DET 2000V型6気筒ガソリン　ツインカムターボ
- VG30E 3000V型6気筒ガソリン
- RD28 2800直列6気筒ディーゼル
- RD28E 2800直列6気筒ディーゼル
- VG30ET 3000V型6気筒ガソリン　ターボ

他にもハイヤーなどはVG30EをLPG改造してもらうことが多い（形式PY31改）。
輸出向けとして、
- TD25 2500直列4気筒ディーゼル
- TD27 2700直列4気筒ディーゼル
- VG30S 3000V型6気筒ガソリン・キャブレター仕様
- VG30E 3000V型6気筒ガソリン・電子制御燃料噴射
- NA20P 2000 直列4気筒LPG(2000年車以降の営業車)

が用意される。

## 型式一覧（Y31）
- NJ（CA20P）
- QJ（NA20P）
- MJ・CMJ（RB20P）
- BJ・CBJ（VG20P）
- 記号無し・C（VG20E）
- P（VG30E）
- PA（VG30E・エアサス）｛VG30ET・エアサス｝
- U（RD28）
- T（VG20E・教習車）
- YP（VG30E・パトカー、セドリックのみ）
- Y（VG20E・パトカー、Y31中期までのグロリアのみ）

2000cc・3ナンバー車は型式名の最初にCが付く
430以前は型式名の前にYが付かないため430、P430、YP430などとなる。